# Schloss Lauterbach (Ebersbach)

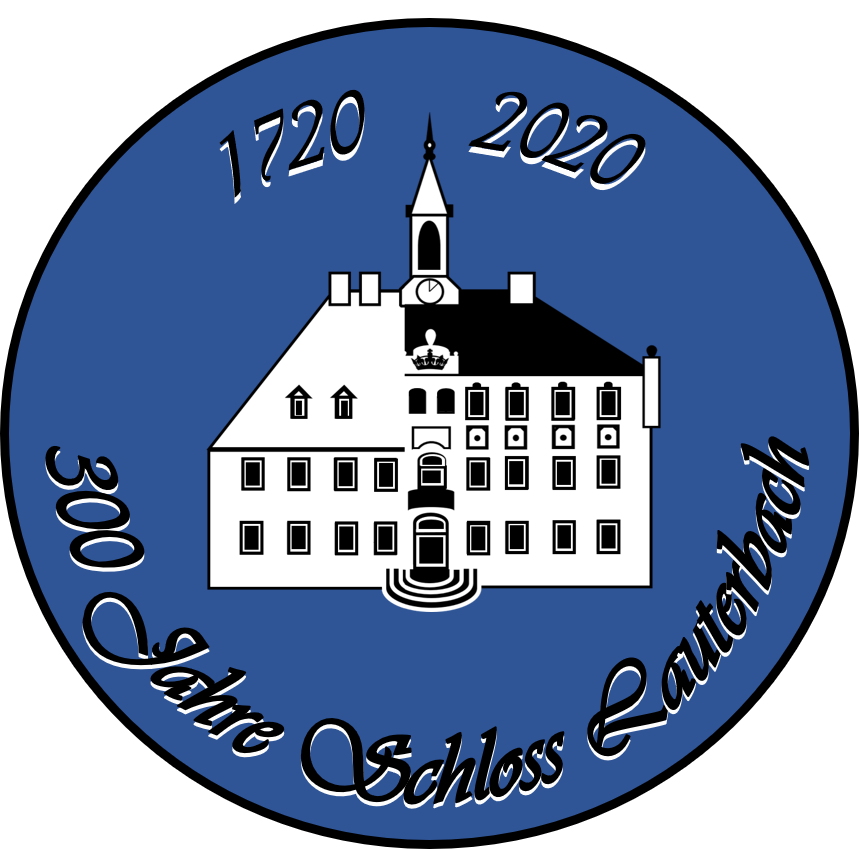
Logo 300 Jahre Schloss Lauterbach

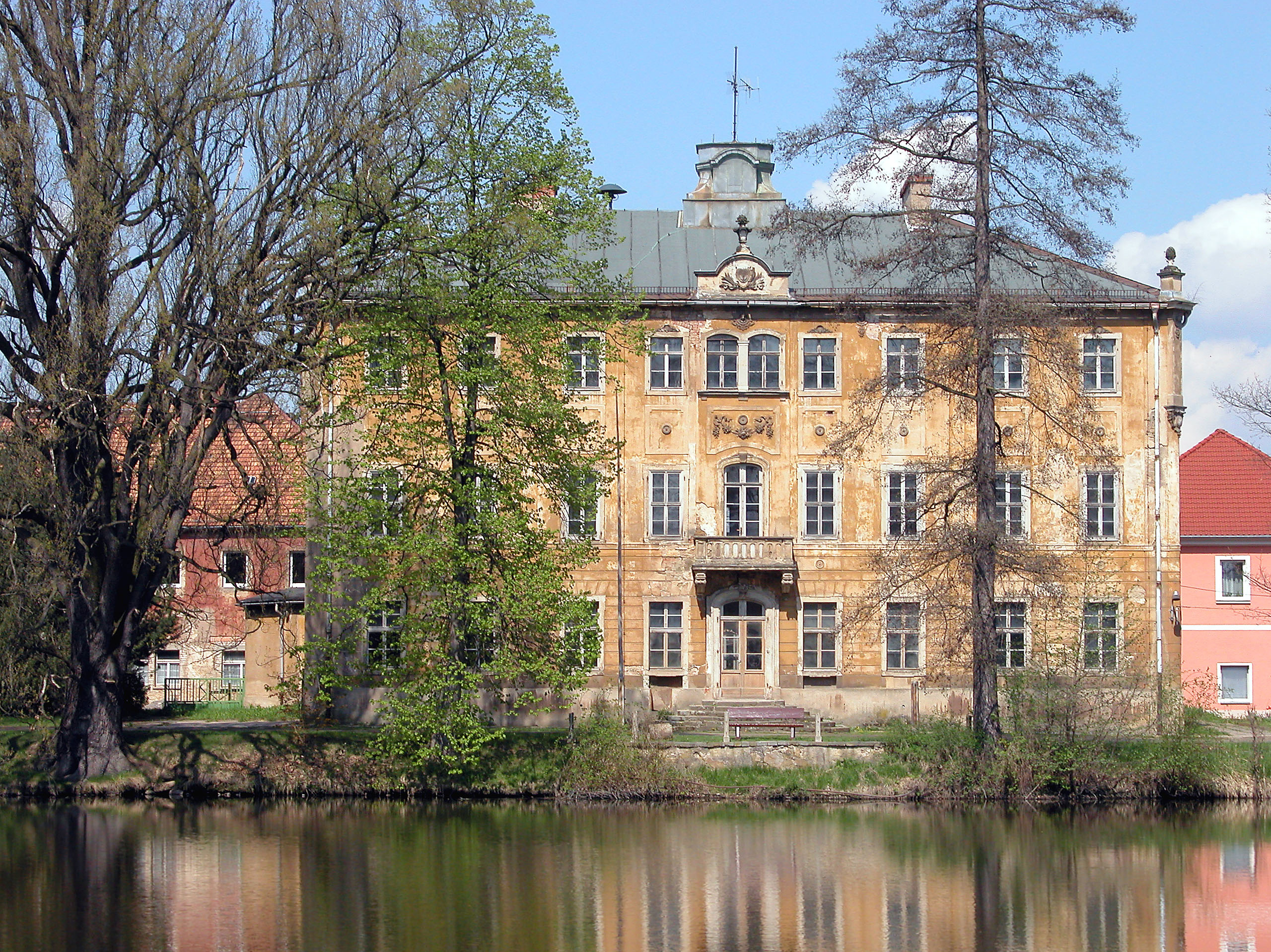
Schloss Lauterbach 2006

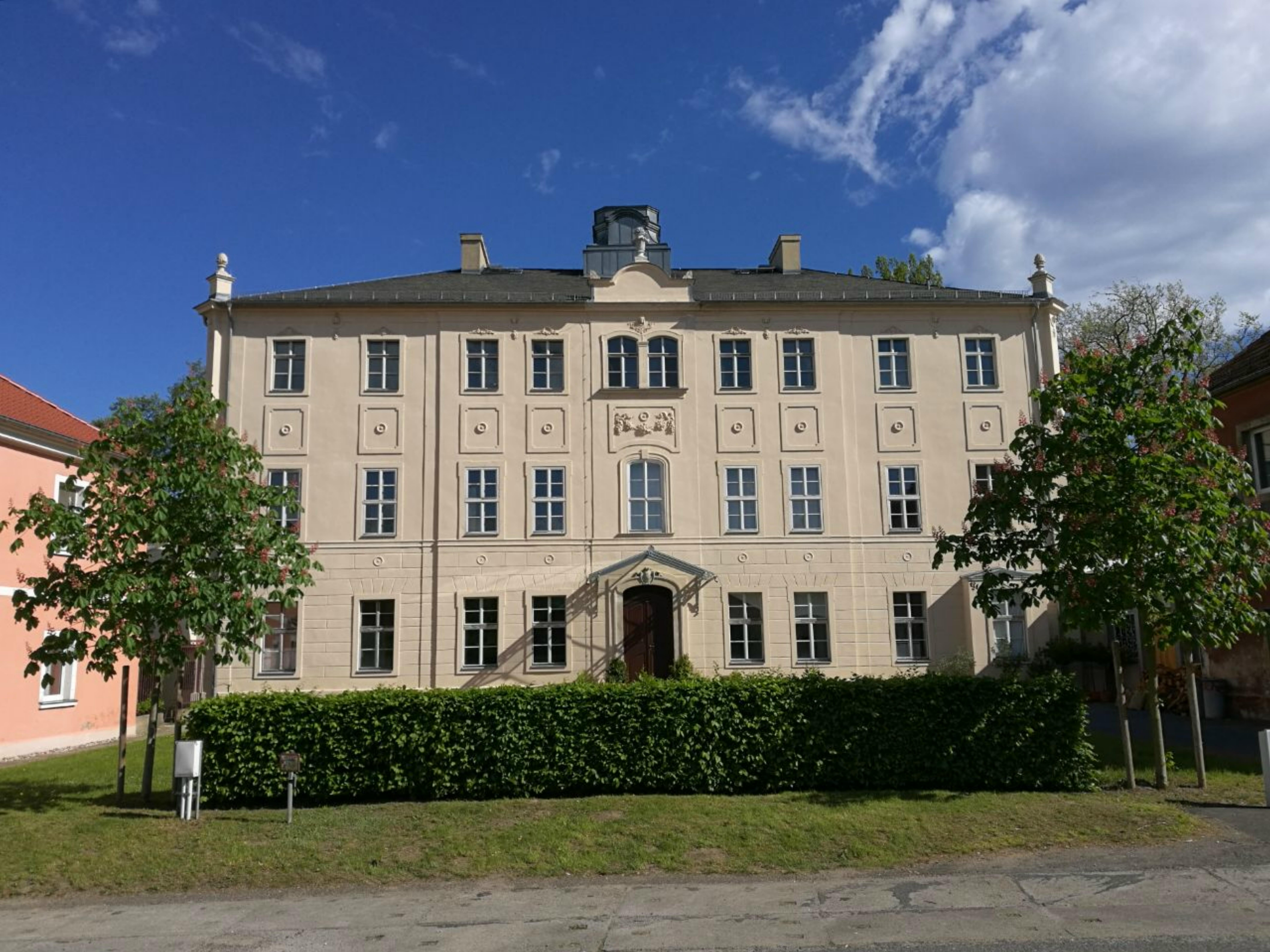
Schloss Lauterbach 2018

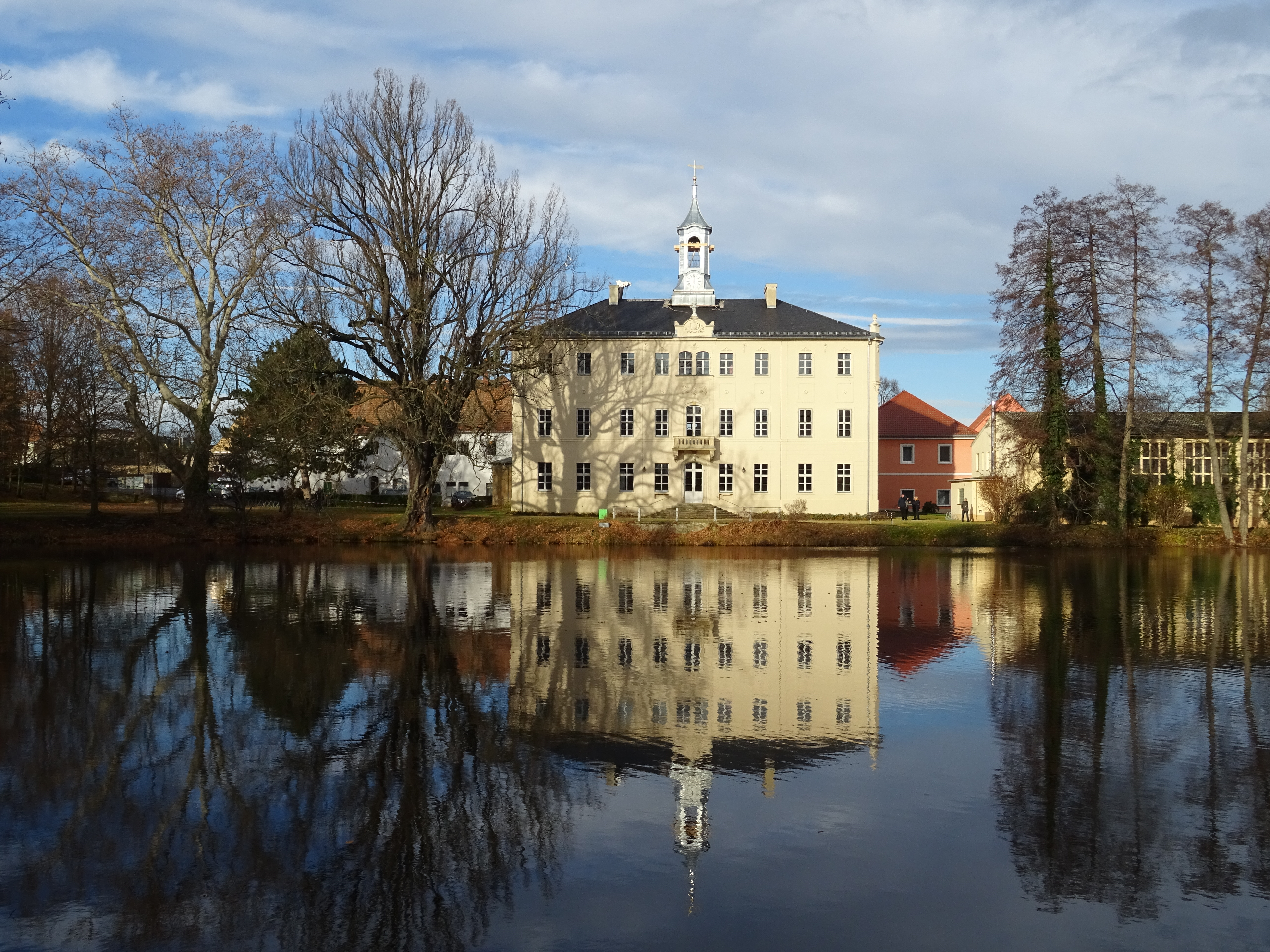
Schloss Lauterbach 2019

Das Schloss Lauterbach mit Park befindet sich im Ortsteil Lauterbach der Großgemeinde Ebersbach im sächsischen Landkreis Meißen, 9 km südöstlich von Großenhain.

## Geschichte
In slawischer Zeit befand sich in Lauterbach eine Wasserburg. Der Ort Lauterbach wurde im Jahr 1350 urkundlich als Herrensitz genannt. Der meißnische Markgraf Friedrich der Strenge belehnte einen Thimo de Grunrode, mit dem Ort Lauterbach, von dem es heißt, „Luterbach, ein forwerg in der Mark Meissen am Bindebach gelegen.“  Ab dem Jahr 1436 wird ein Vorwerk und seit dem Jahr 1551 ein Rittergut in den Akten aufgeführt. Im Jahr 1696 gehörte Lauterbach zum Amt Großenhain, die Grundherrschaft lag beim Rittergut Lauterbach. In der Zeit von 1408 bis 1660 wurde das Vorwerk von den jeweiligen Besitzern zu einem beachtlichen Rittergut ausgebaut. Während dieser Zeit existierten in der Region des Amtes Großenhain neben Amtsgütern vornehmlich Rittergüter. Die wirtschaftliche Stellung dieser Güter konnte durch die Einbeziehung vieler im Dreißigjährigen Krieg zerstörter Bauernhöfe gestärkt werden. Das betraf auch das Rittergut Lauterbach. Dem Gut waren die Orte Lauterbach, Beiersdorf, Ermendorf, Marschau und Großdobritz zugeordnet. Der Bestand an Einwohnern in diesen Orten wurde zu dieser Zeit mit 68 gezählten Haushaltsvorständen angegeben und die Größe des Grundbesitzes mit 13 Hufe (ca. 260 Hektar) beziffert.

## Schlossbau

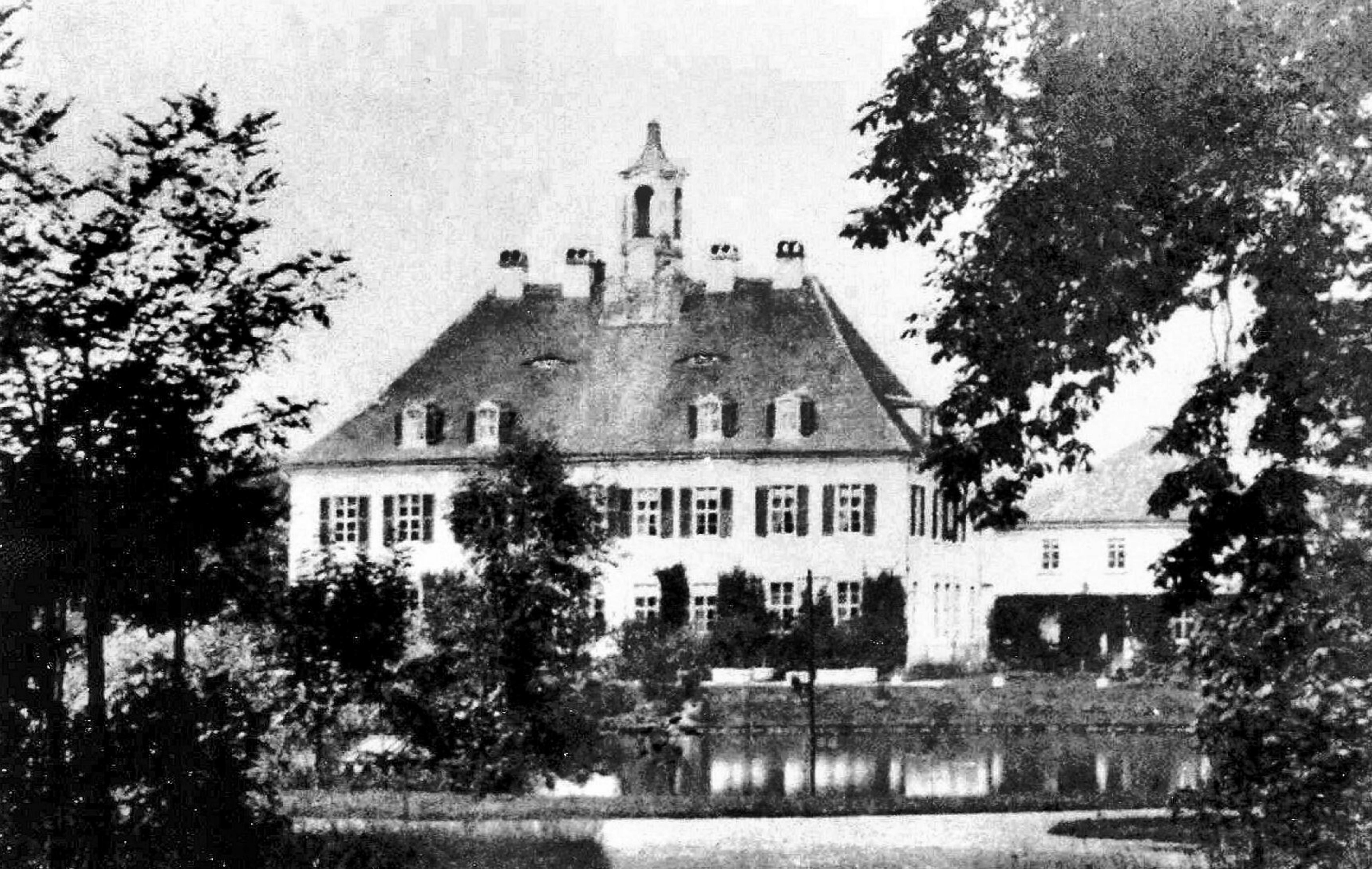
Schloss Lauterbach, vor 1865

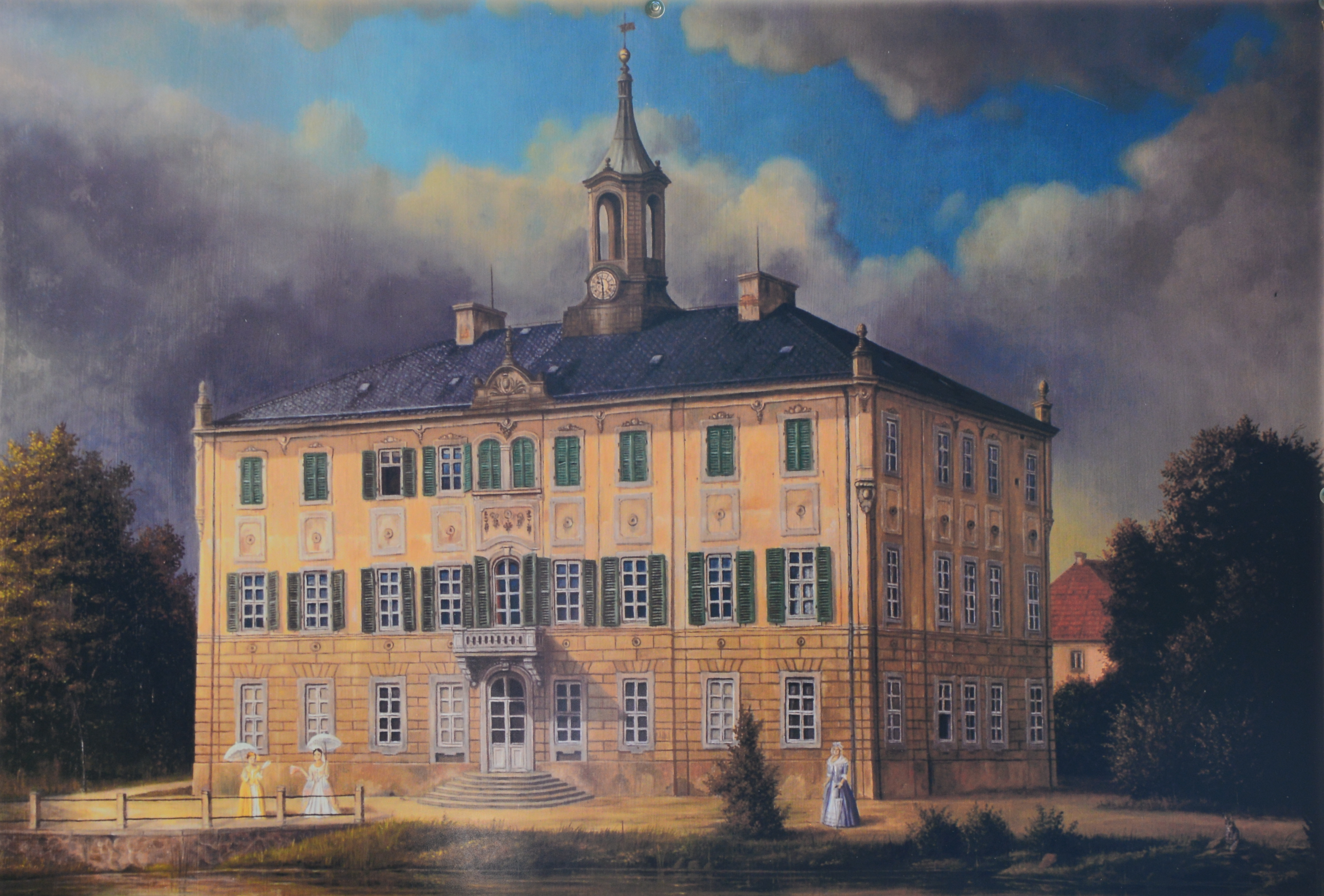
Roland Schwenke: Schloss Lauterbach, um 1900

In der Zeit von 1704 bis 1706 begann Hans Gustav von Kirchbach mit der Errichtung eines Herrenhauses. Der Baufortschritt verzögerte sich durch den Großen Nordischen Krieg nun immer mehr und kam schließlich gänzlich zum Erliegen. Erst im Jahr 1708 vollendete Hans George von Zehmen den Bau des Herrenhauses, ein rechteckiges, zweigeschossiges schlichtes Gebäude von neun Fensterachsen und einem Mansardendach im Stil des Rokoko. Durch Leopold Carl von Palm bekam das Herrenhaus in der Mitte des 18. Jahrhunderts seinen Schlosscharakter mit dem turmartigen Dachreiter. Am Ende des Wirtschaftshofes stand nun ein rechteckiger Bau in den Maßen von 41,00 mal 27,5 sächsischen Ellen (circa 23 mal 15,50 Meter), die Giebelseiten hatten jeweils 5 Fensterachsen. Das Mauerwerk des Gebäudes bestand vornehmlich aus Bruchstein, das Dach ruhte auf einer stabilen Holzkonstruktion und war mit Biberschwänzen, einschließlich des Dachreiters, gedeckt. Die geputzte Fassade schmückten Putzspiegel über den Fenstern. Lediglich das mittlere Fenster wurde mit einem Korbbogen überdeckend verziert. Dachmittig befand sich ein verkröpfter Segmentbogen mit Rundfenster und ein über dem Gesims gestalteter hoher geschweifter Dachreiter. Im Dachgeschoss waren längsseits jeweils vier stehende Dachgaupen und darüber zwei liegende Gaupen symmetrisch angeordnet. An den Giebelseiten befanden sich jeweils zwei stehende Gaupen. Vier Schornsteine ragten über den 15,50 Meter hohen First hinaus. Das Innere war schlicht gehalten, die Decken zierten einfache Stuckelemente. Wertvolle Gemälde und Bildtapeten in Öl auf Flachs schmückten den Gartensaal und weitere Räumlichkeiten. Das in südlicher Richtung befindliche Schloss bildet den Abschluss des mit mehreren Gebäuden umfassenden Wirtschaftshofes. Links und rechts vom Schloss befinden sich die Kavaliershäuser, welche von Angestellten des Ritterguts bewohnt wurden. Parkseitig führt die im Jahr 2007 erneuerte Freitreppe aus Sandstein vom Gartensaal in den später angelegten Park. Bis zum Ende des II. Weltkrieges stand auf dem Vorplatz (Parkentree) noch die Statue des betenden Knaben, welcher in den Nachkriegswirren verschwand. Der Haupteingang des Schlosses befindet sich nördlich und ist über den Wirtschaftshof des Rittergutes zu erreichen. Über eine geschwungene gepflasterte Auffahrt gelangt man zur schweren zweiflügligen Eingangstür aus Eichenholz. Darüber ist das Familienwappen Derer von Palm mit seiner auf einem dreiteiligen Hügel befindlichen auffälligen Palme in der Mitte angebracht. Ein Spruchband über dem Haupteingang kündet: In Adversis Virtus, sinngemäß: Auch im Unglück Mannhaftigkeit bewahren.
Am parkseitigen Ziergiebel am Dach ist ein eingefasstes Familienwappen, überdeckt mit einer Krone. An der Westseite der Auffahrt schließt sich ein Anbau, der Glasgang, an. Er bildet einen Durchgang vom Schloss zum Kavalierhaus, in dem sich auch die Schlossküche befand.

### Schlosspark

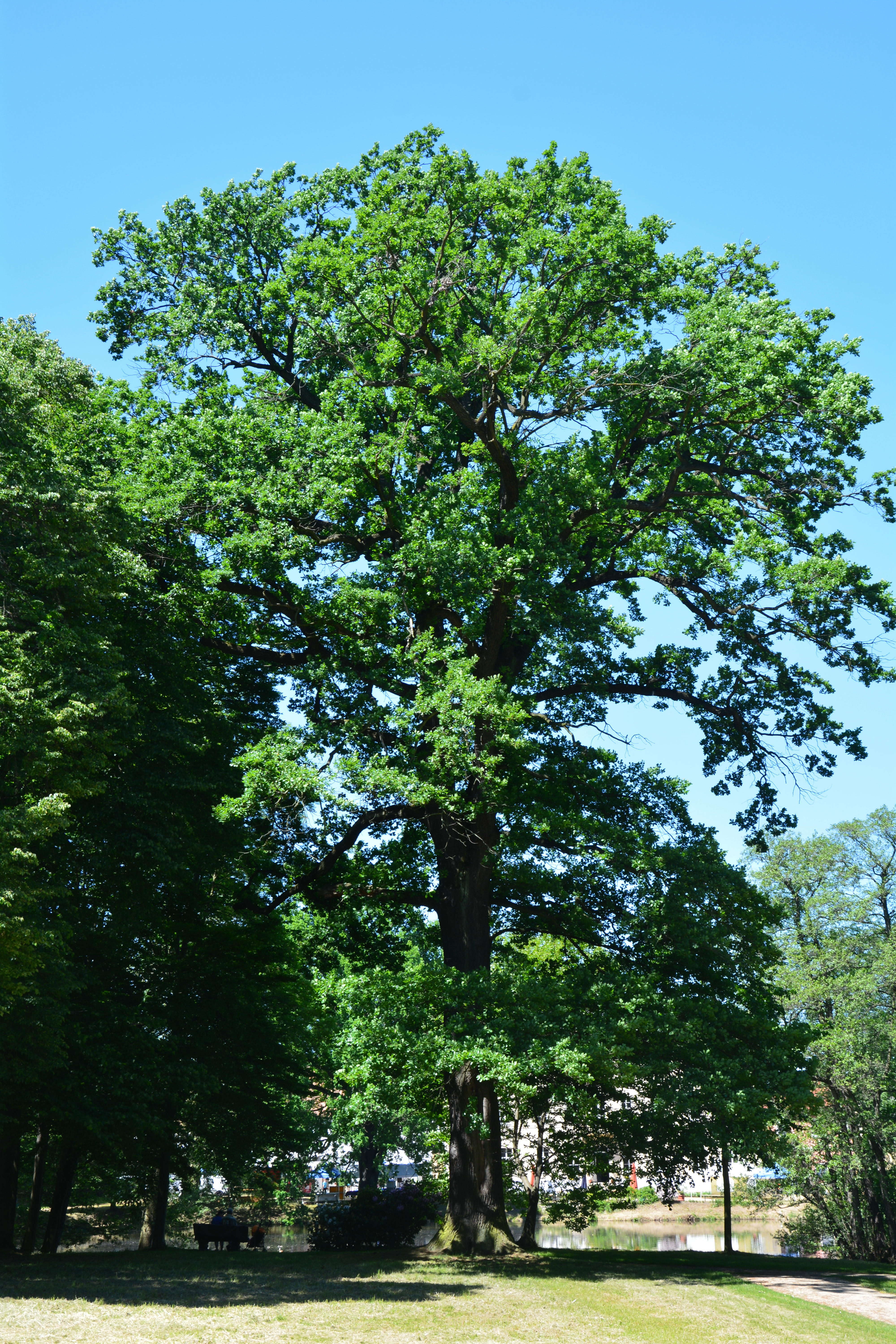
Im Schlosspark, 2017

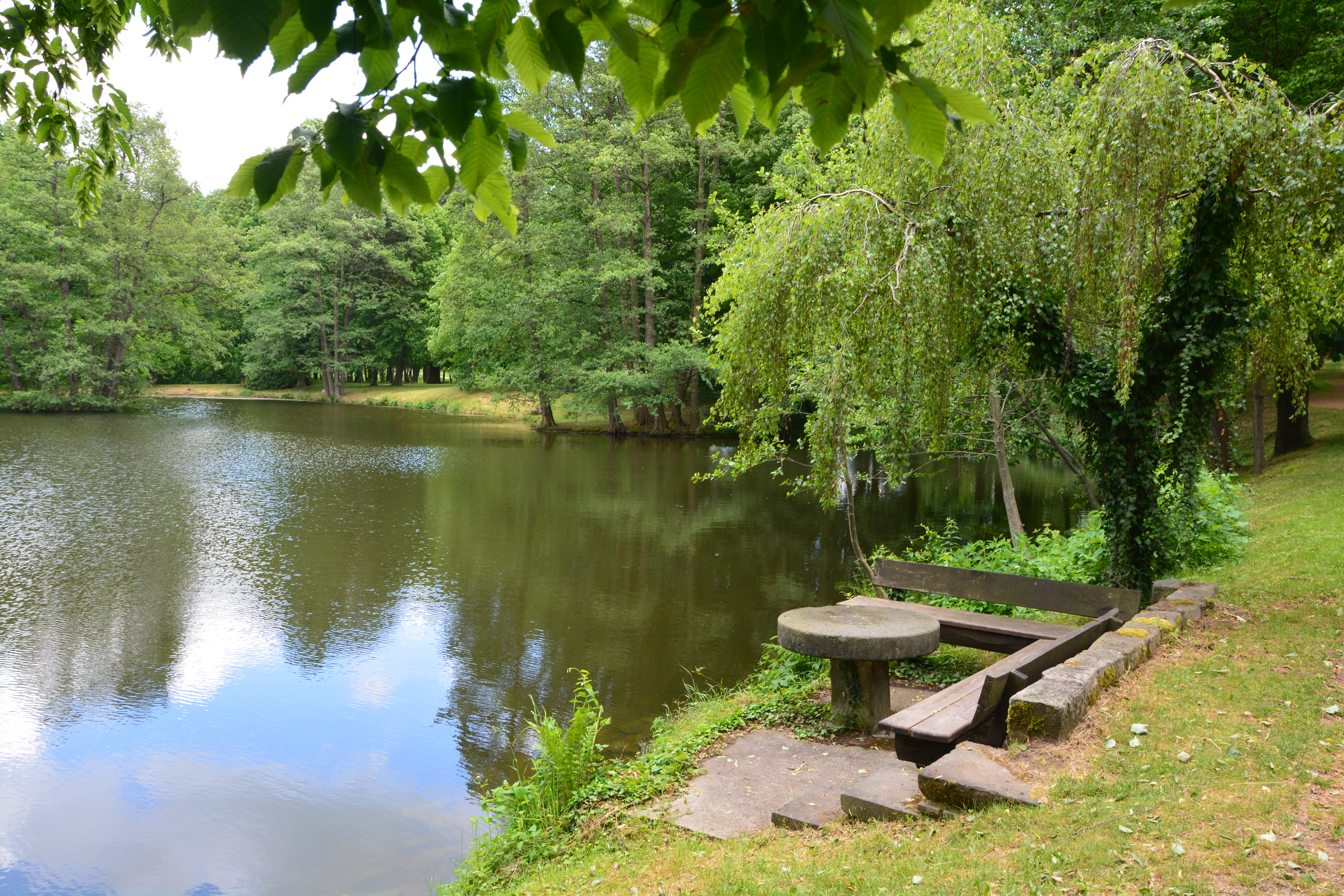
Am Schlossteich

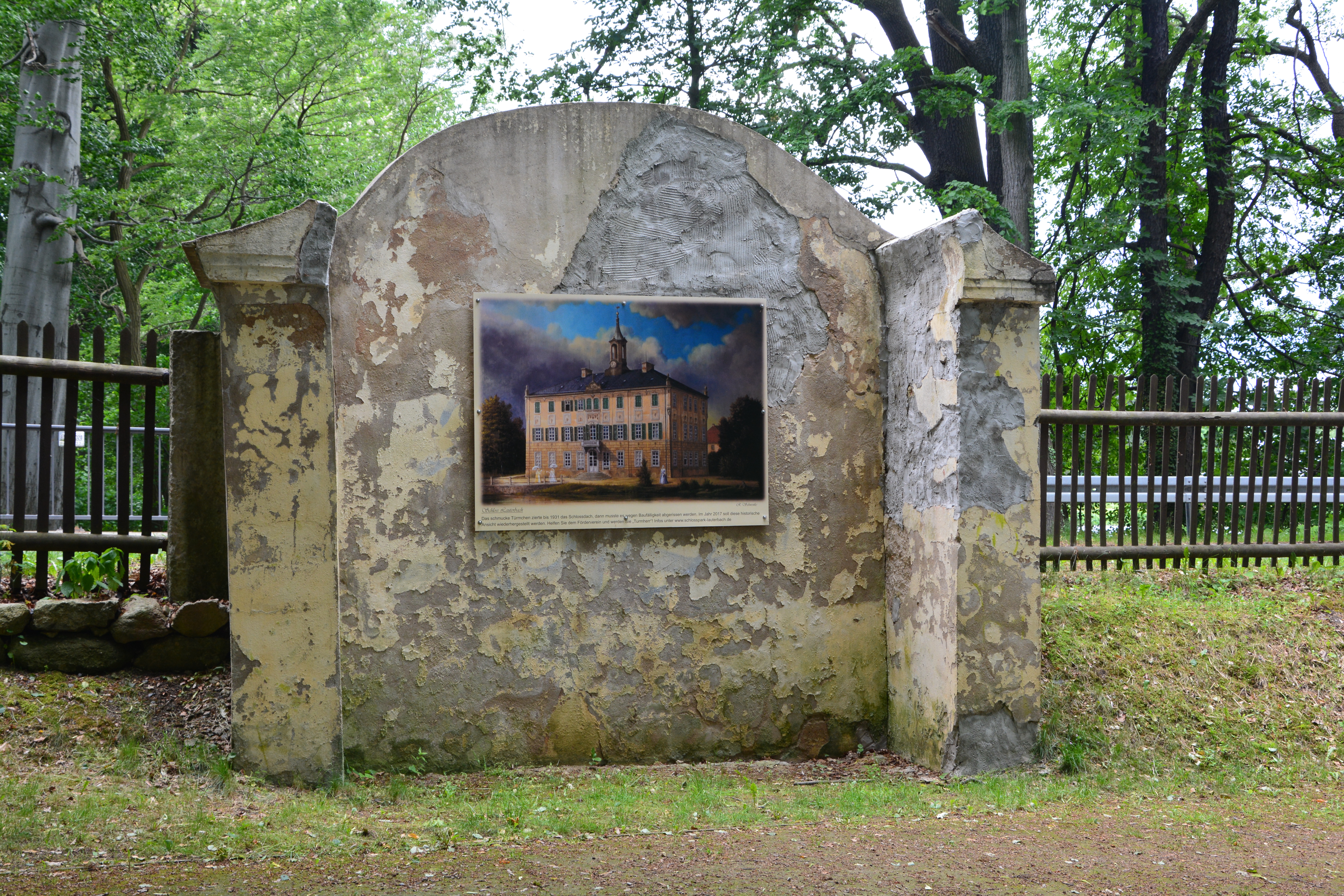
Mauernische eines ehemaligen Laubenganges mit Schlossbild

Im Jahr 1770 wird das umgebende Äußere mit dem Schlossteich im Stil des barocken Zeitalters hergerichtet, später im 19. Jahrhundert jedoch zu einem englischen Landschaftsgarten umgearbeitet. Besonders die Sichtachse über den Schlossteich in Richtung Moritzburg ist bemerkenswert. Die nun neue natürliche Unregelmäßigkeit des 0,75 Hektar großen Schlossteiches entspricht dem englischen Landschaftsgartenstil. Im Teich befindet sich eine auf ein Mauerwerk gesetzte und mit Bäumen bewachsene Insel. Auf der östlichen Seite ist ein Ablauf zum Hopfenbach (früher Bindebach), während der Dorschgraben aus Richtung Marschau den Teich mit Wasser versorgt. Ursprünglich gehörten auch die beiden Stillgewässer Marschauer Teich und der Straßenteich gegenüber dem Schlossteich im sogenannten Eichbusch dazu. Neben einheimischen Baumarten, wie den imposanten Eichen vor dem Schlossgebäude, einer alten Rotbuche gegenüber dem Schloss sowie Silberlinden, Pappeln, Schwarzerlen, Hainbuchen und anderen findet man im 4,5 Hektar großen Schlosspark auch exotische Gewächse, wie zum Beispiel Platanen, eine Esskastanie und mehrere Weymouthskiefern.
In westlicher Richtung an der Naundorfer Straße ist auf einem Podest am Teich eine kleine Sandsteinmauer und ein runder Steintisch. Die Tischplatte besteht aus einem alten Mühlstein. Auf dieser Straßenseite befindet sich wenige Meter weiter eine Mauernische. Es handelt sich vermutlich um den westlichen Endpunkt eines barocken Laubenganges, welcher symmetrisch mit dem Schlossteich den Abschluss bildete. Das Waldstück Eichbusch in westlicher Richtung war bis 1945 Teil des Schlossparkes. Noch im 20. Jahrhundert gab es einen Brunnen für die Trinkwasserversorgung des Rittergutes und des Schlosses. Das Wasser wurde in hölzernen Leitungen zu den einzelnen Abnahmestellen geführt.
An der Naunhofer Straße befand sich ein reizvoll gestaltetes Gartenhaus mit ovalen Fenstern und einer glockenförmigen Dachgestaltung mit einer Vase als krönenden Abschluss. Eine Freitreppe führte zur oberen Etage mit gitterartiger Holzverkleidung dekorativ geschmückter Fassade.

### Umbauten

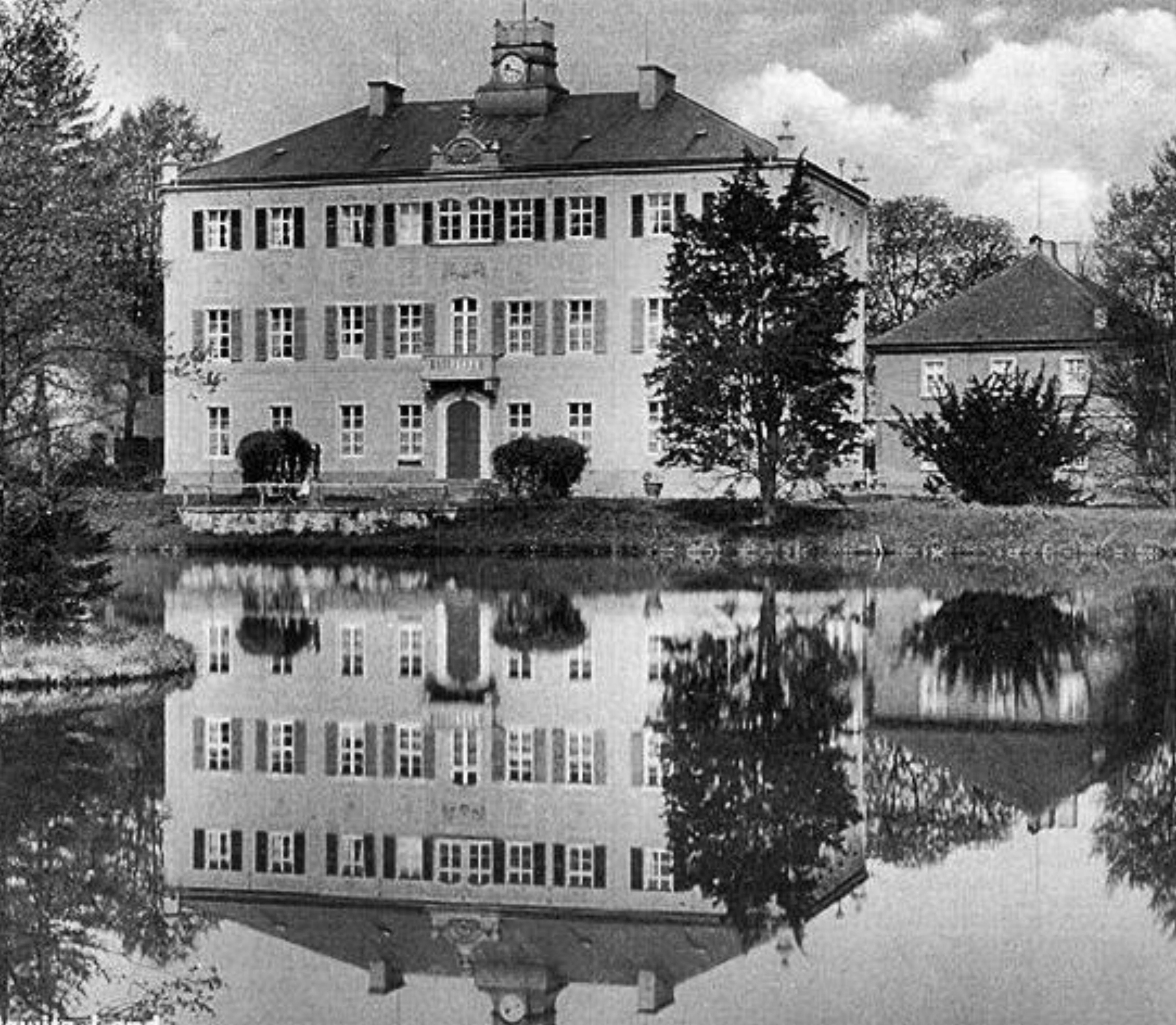
Schlossansicht um 1933, ohne Dachreiter

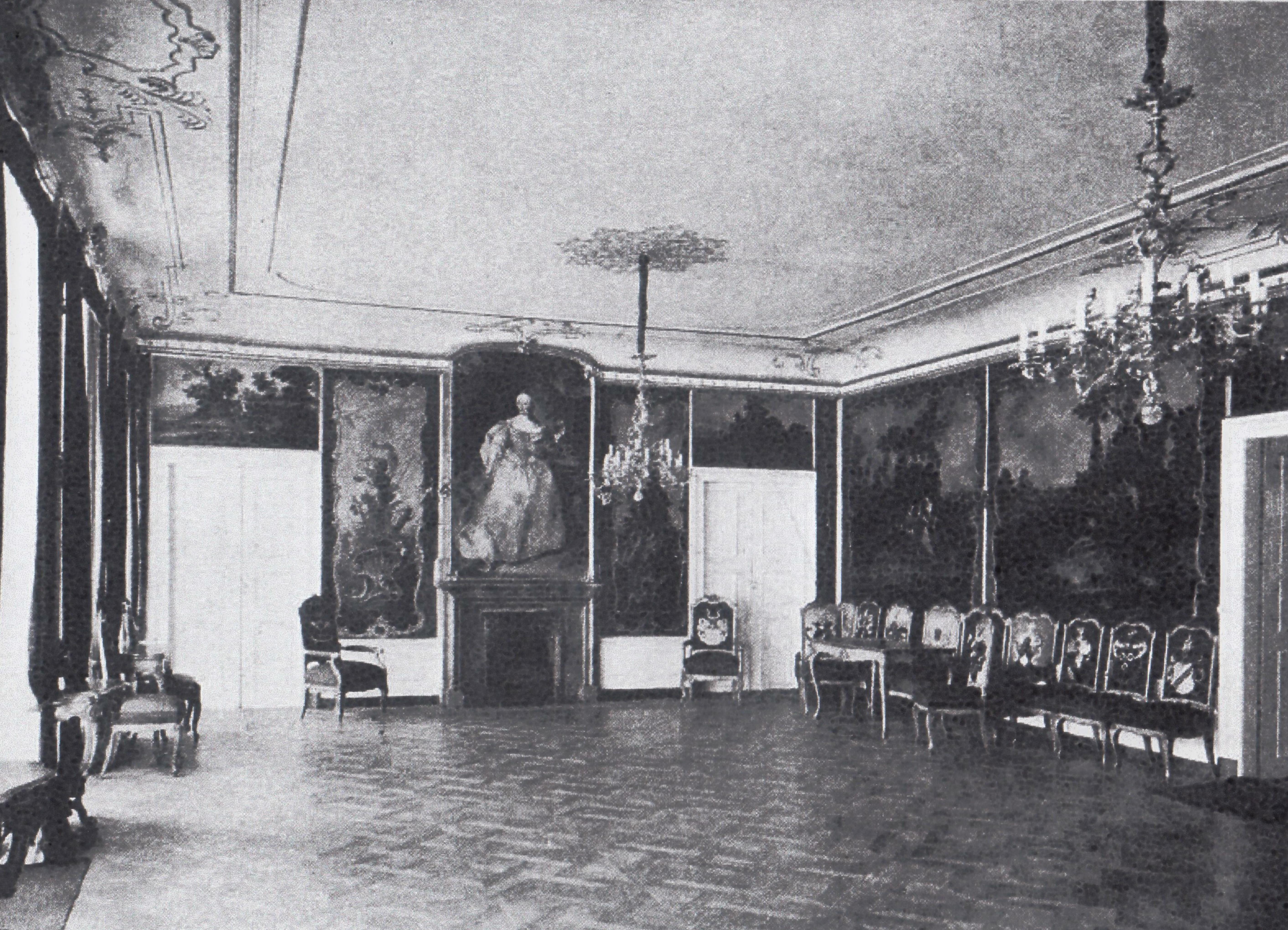
Gartensaal einst

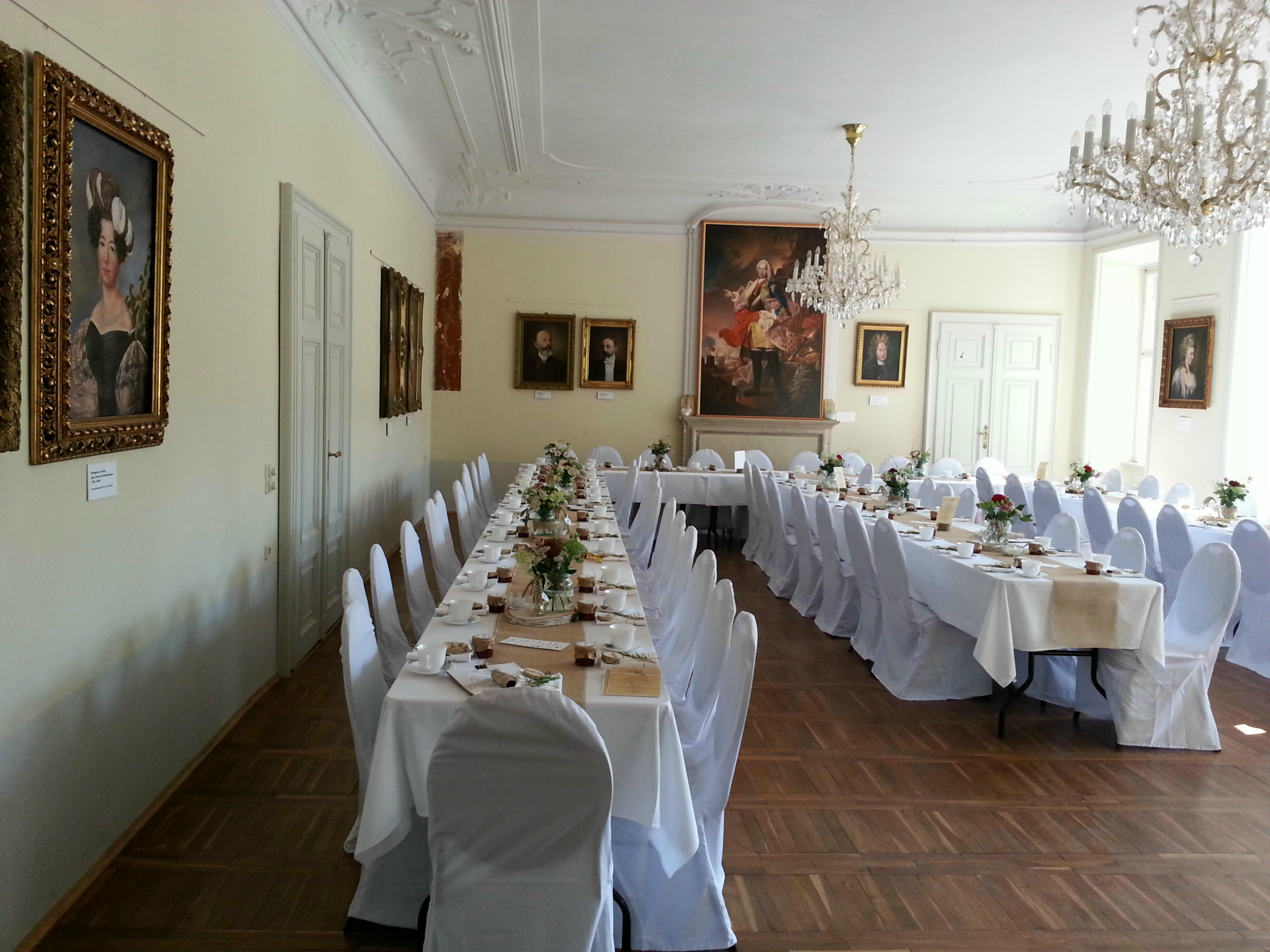
Gartensaal, 2016

Mit dem Aufbau eines weiteren Geschosses im Jahr 1865 wurde das Gebäude wesentlich verändert. Das Mauerwerk der neuen Etage besteht aus gebrannten Ziegeln. Das Dach wurde flacher gestaltet, wobei der First sowie der Dachreiter mit 23,50 Meter ihre ursprüngliche Höhe behalten. Das Schiefer gedeckte Dach hat dachmittig einen blechverkleideten Dachreiter mit einem Turmuhrwerk. Die geputzte Fassade wurde mit entsprechenden plastischen Schmuckelementen im Rokokostil verziert, ein Quaderputz zierte den Bereich des Erdgeschoßes. Über den Eingang zum Park wurde ein Balkon angebracht. Dahinter befand sich der geräumige Balkonsaal. Das Dachgeschoss erhielt statt der Gaupen einfache liegende Dachfenster. Von den ursprünglich vier Schornsteinen verbleiben nach den Umbauarbeiten noch zwei im Dachbereich zusammen gezogene Schornsteine. Zwei Kavalierhäuser entstehen rechts und links neben dem Schloss und rahmen die Ansicht des Schlosses vom Wirtschaftshof ein. Gleichzeitig mit dem Umbau und der Modernisierung des Schlosses wurde der Wirtschaftshof erneuert, modernisiert und vergrößert. In den Jahren 1929 bis 1933 erfolgten durch einen Besitzerwechsel wiederum Modernisierungsarbeiten, Einbau einer Dampfheizung und eine Warmwasserbereitungsanlage. Ebenfalls wurde wiederum der Wirtschaftshof modernisiert und erweitert. Im Jahr 1931 musste der Dachreiter wegen Baufälligkeit aus Sicherheitsgründen abgenommen werden.
Nach 1946 wurden weitere Umbaumaßnahmen durch den landwirtschaftlichen Betrieb Naunhof für ihre Nutzung durchgeführt. Weitere Umbauten erfolgten für die Nutzung des Schlosses als Ferienheim beziehungsweise als Lehrlingswohnheim. In den Jahren von 1963 bis 1982 wurde das Gebäude als Polytechnische Oberschule (POS) Lauterbach hergerichtet und genutzt. 1976 entstand unmittelbar östlich neben dem Schloss eine Turnhalle mit 250 m² Nutzfläche. 1983 wurde am Südende des Parks eine neue Schule errichtet, inzwischen im Jahr 2010 abgerissen. Die Versorgung der Schule erfolgte weiterhin vom Schloss aus, welches nun keine weitere Nutzung hatte und leer stand. Mit dem Ende des Schulbetriebes im Jahr 1992 begann die Verwahrlosung und der Verfall des Schlosses. Im Jahr 1996 wurde das ehemalige Rittergut aufgeteilt und privatisiert. Das Schloss verbleibt im Eigentum der Gemeinde Ebersbach.

## Besitzer bis 1945

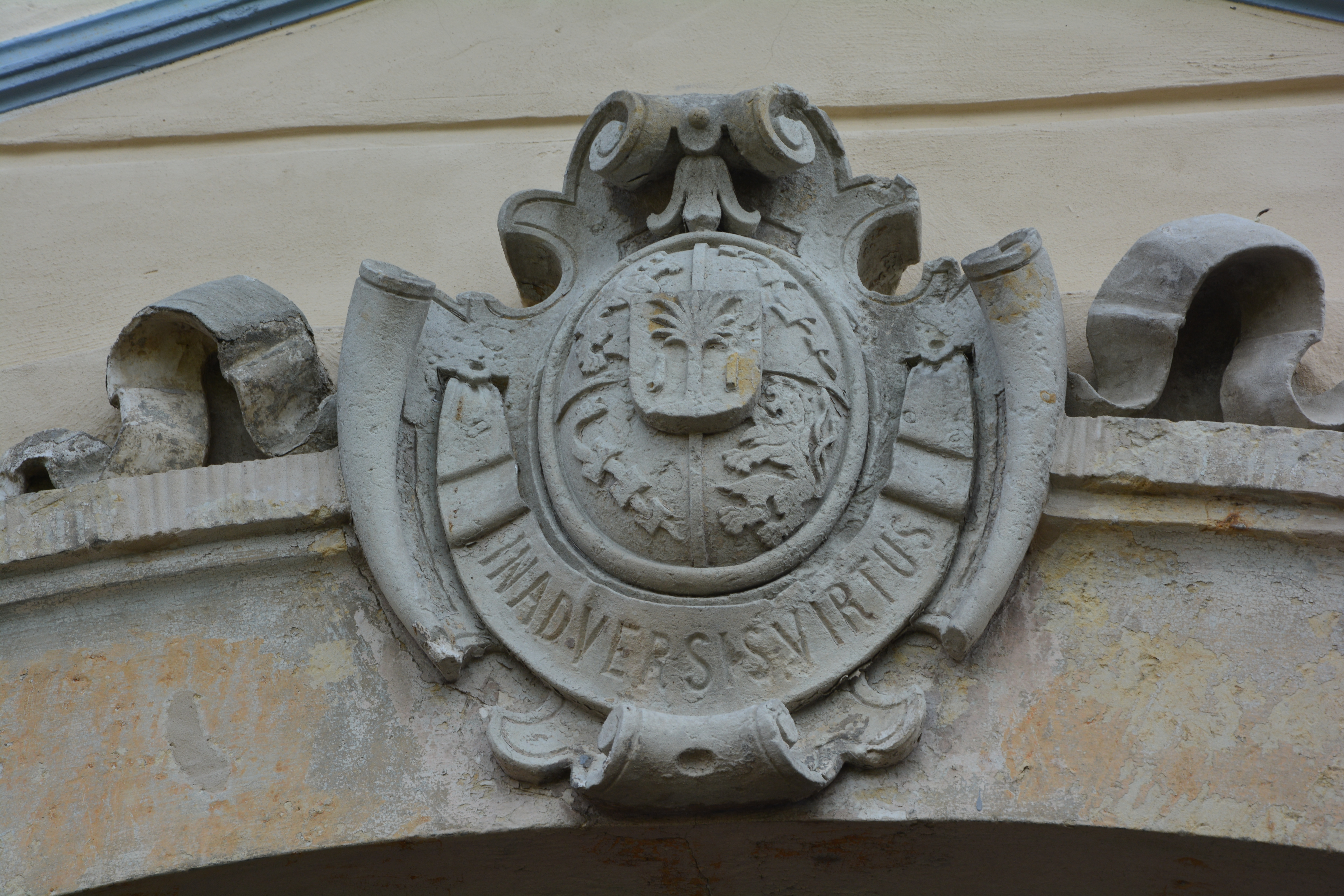
Wappen über dem Haupteingang vom Rittergut

In der Zeit um 1350 war ein Thimo de Grunrode Herr auf Lauterbach. Um das Jahr 1408 war Balthasar von Lubin zu Luttirbach im Besitz von Lauterbach. Im 15. und 16. Jahrhundert wurde das Vorwerk Luterbach am Bindebach zu einem Rittergut ausgebaut. 1436 teilten sich Hans von Lubin und Hempel Krakow das Rittergut. Nach dem Ableben von Hempel Krakow wurde von Friedrich Kurfürst zu Sachsen das Lehen mit der niederen Gerichtshoheit über den Ort an Hans von Lubin übergeben. Für das Jahr 1502 wurde Balthasar von Schönfels, im Jahr 1516 Albrecht von der Saale und dessen Brüder sowie ab 1528 Balthasar von Grünberg als Besitzer des amtsässigen Gutes aktenkundig genannt. Ab dem Jahr 1551 wurde Lauterbach als altschriftsässiges Rittergut aufgeführt. Von 1656 bis 1660 war Hans von Polenz Besitzer des Rittergutes. Als Erbherr und kurfürstlicher Verwalter erwarb Jonas von Kirchbach im Jahr 1660 das Rittergut. Hans Gustav von Kirchbach begann 1704 bis 1706 mit dem Bau eines Herrenhauses in Lauterbach. Er verkaufte 1708 das teilweise modernisierte Gut Lauterbach mit dem angefangenen Neubau des zukünftigen Herrenhauses an Hans George von Zehmen als Allod und Erbgut, welcher vermutlich den Bau fortsetzte. Leopold Carl Freiherr von Palm wurde im Jahr 1735 der neue Besitzer von Gut und Herrenhaus und gestaltete es Mitte des 18. Jahrhunderts im Schlosscharakter für seinen Familiensitz um. Das Adelsgeschlecht diente am Hof der Kaiserin Maria Theresia und übte wichtige Funktionen aus. Somit wurden die repräsentativen Räume des Schlosses mit dem entsprechenden Interieur gestaltet. Gemälde und gemalte Tapeten stammen von Malern wie Hans Anton Williard, Johann Eleazor Zeisig, Martin van der Meytens und David Teniers. Im Gartensaal befanden sich die Gemälde der Kaiserin und ihres Gemahls Franz von Habsburg-Lothringen.
Im Jahr 1929 veräußerte Herbert von Palm Gut und Schloss Lauterbach für eine Million Reichsmark an Walter Woldemar Wilhelm. Mit dem Kriegsende im Jahr 1945 beschlagnahmte die Rote Armee das Schloss und richtete eine Kommandantur und einen Verpflegungsstützpunkt ein. Die Familie Wilhelm wurde im Zuge der Bodenreform enteignet und auf die Insel Rügen deportiert, während Walther Wilhelm verhaftet und verschleppt wurde.

## Nutzung nach 1945

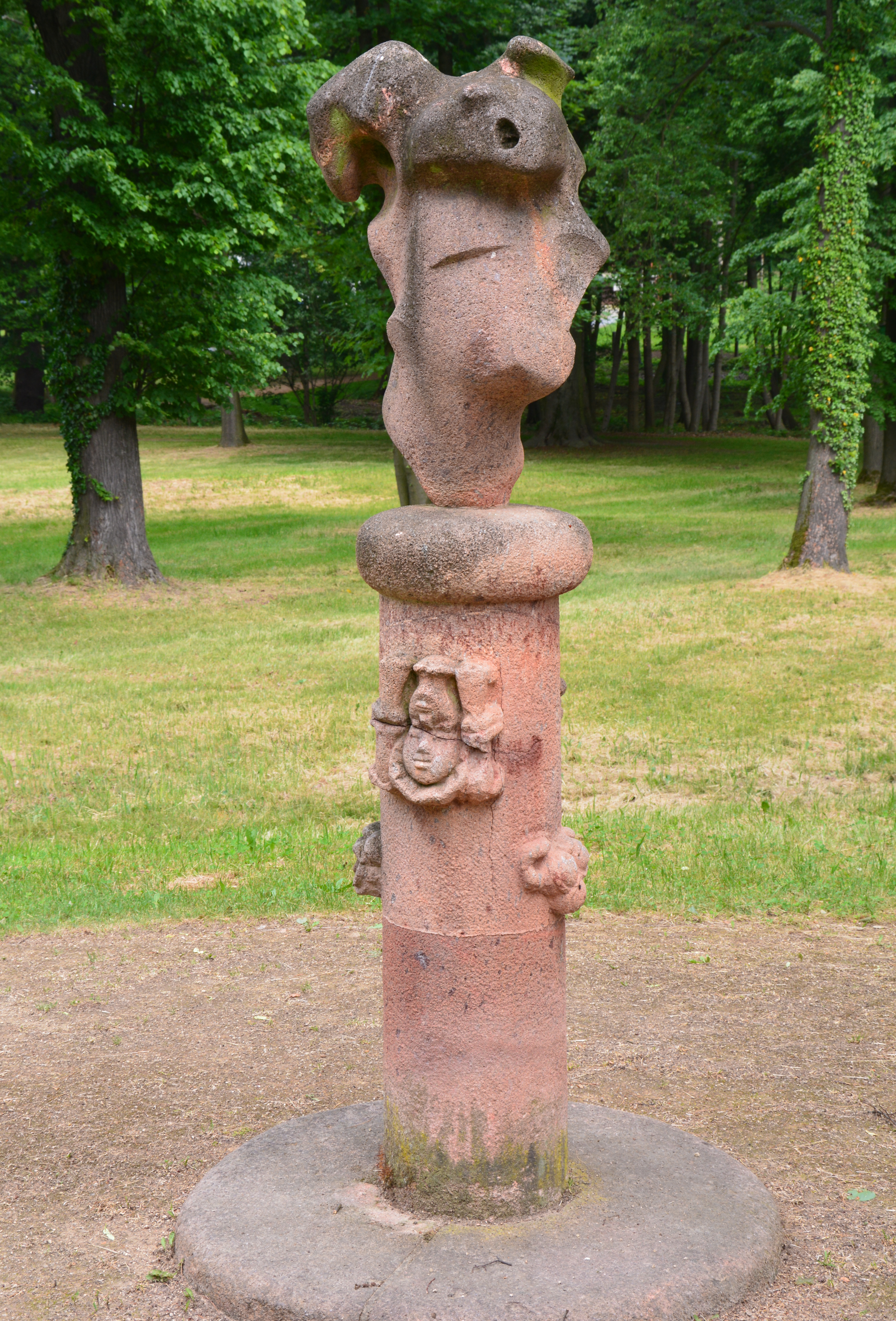
Skulptur Harlekin des Bildhauers Roland Rother

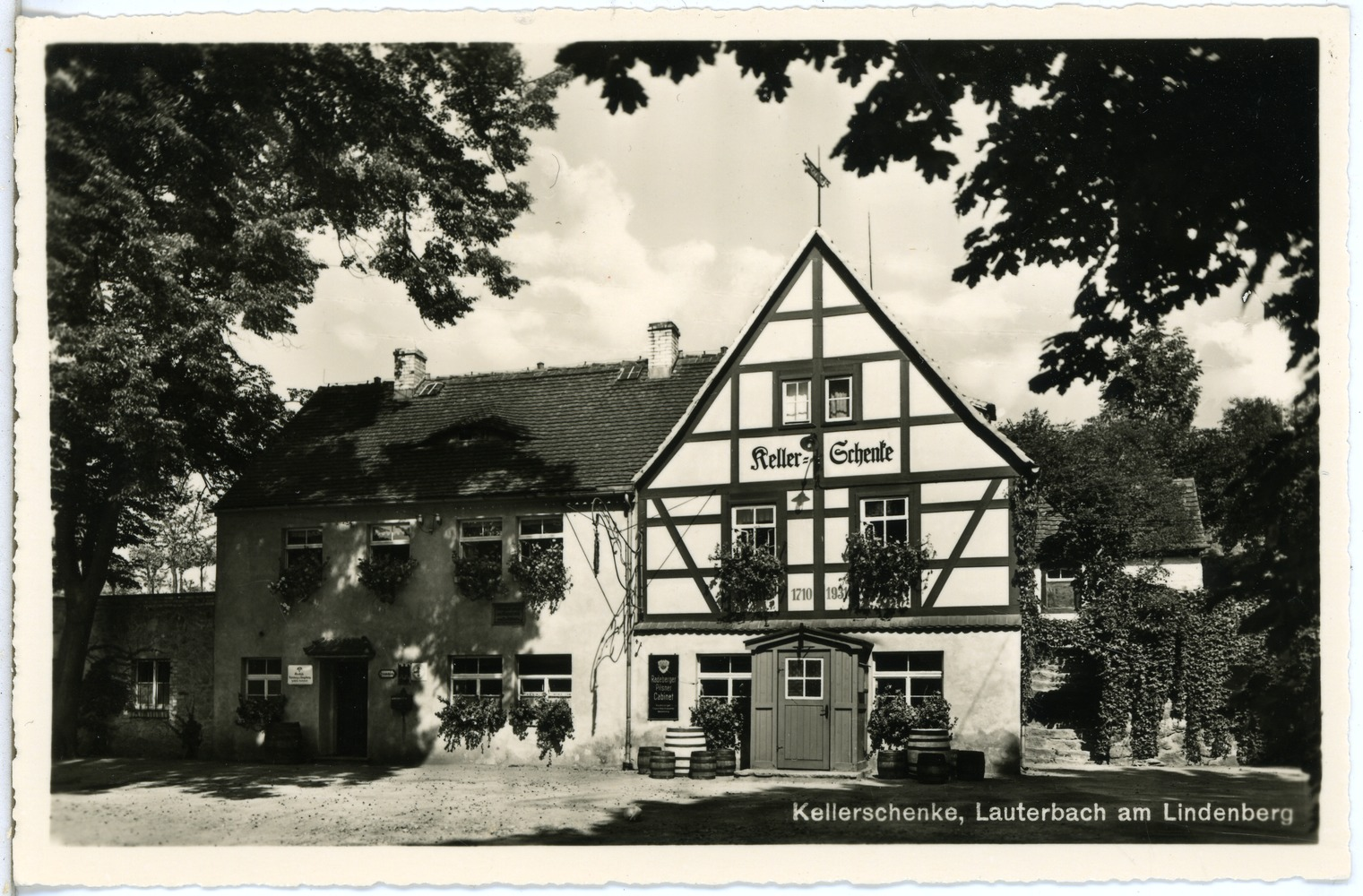
Kellerschänke um 1938

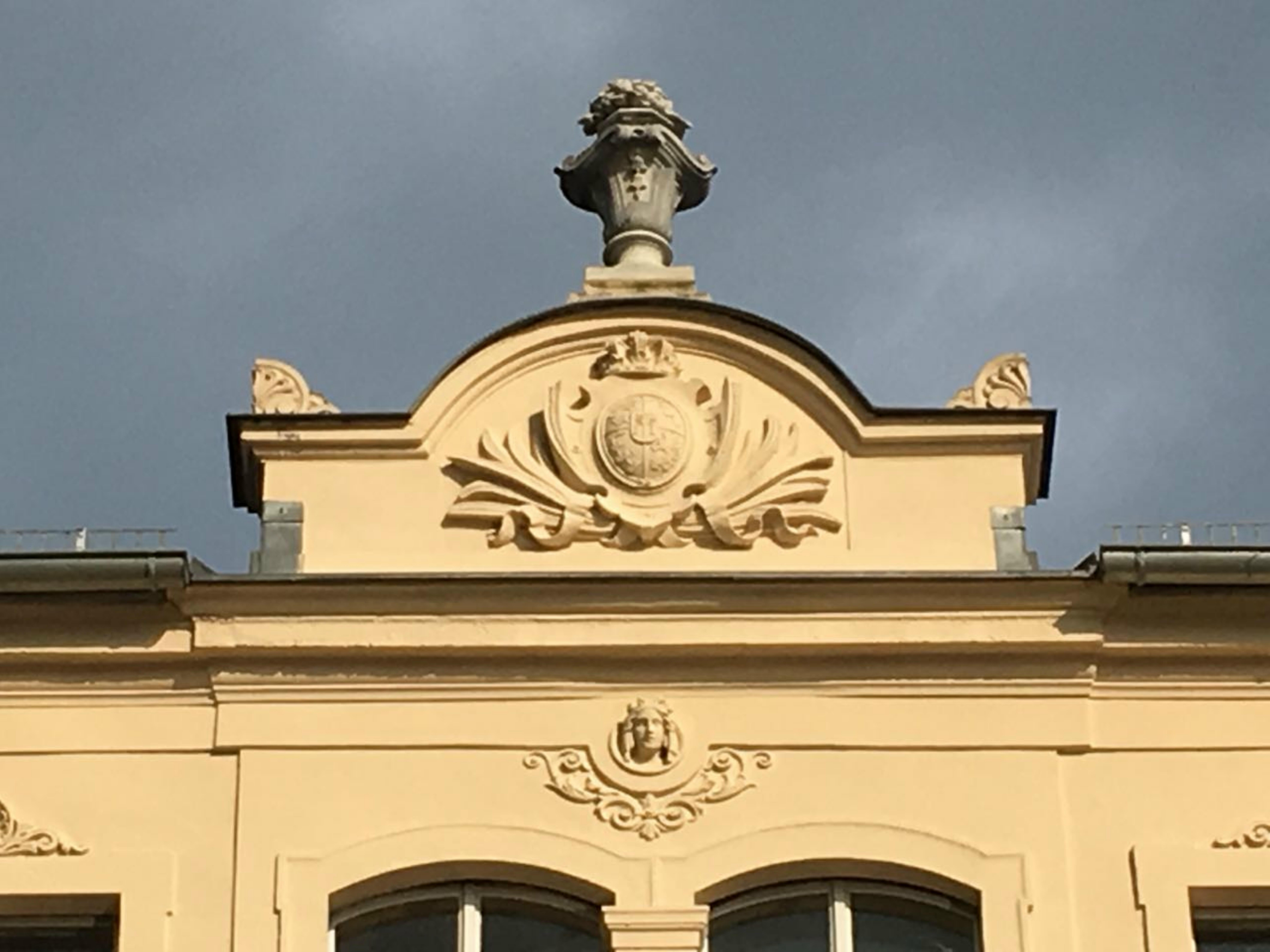
Restaurierte Krönungsvase (April 2018)

Das Gut wurde nun für die Ernährung der Roten Armee umfunktioniert. Neben Kohl, Kraut, Tomaten und anderem Gemüse werden auch Schweine und Rinder gezüchtet. Dazu entstand ein zusätzlicher Schweinestall im Schlosspark. Die Dorfbewohner mussten die Waren zur russischen Garnison nach Dresden transportieren. In den Jahren 1949 und 1950 erfolgte der Abzug der Roten Armee.
Im Jahr 1946 wurde das Gut und das Schloss zu Volkseigentum erklärt und die demokratische Bodenreform durchgesetzt. Das Land teilte man in einer Größe von jeweils sechs Hektar unter Einheimische, Heimatvertriebene und Neubauern auf. Das Mittelstück des Rittergutes hatte als Bestandteil der Brigade des Volksgutes Kalkreuth eine Nutzfläche von ca. 60 Hektar. Im Schloss und teilweise im Rittergut wohnten zur damaligen Zeit heimatvertriebene Familien aus Oberschlesien. Im Jahr 1951 wurde das Schloss auch von den Dampfhammerwerken Großenhain als Kinderferienlager Geschwister Scholl genutzt. In den Jahren von 1957 bis Ende 1959 war das Schloss als Internat und Schule für Kaufmannslehrlinge der Bäuerlichen Handelsgenossenschaften des Bezirkes (BHG). Ab November 1958 entstand in einem Raum im Erdgeschoss des Schlosses ein Kindergarten für die Gemeinde Beiersdorf, welcher im Jahr 1964 in die Kellerschänke wechselte. Bis zum Jahr 1963 wurde das Schloss als Wohnheim des Lehrerbildungsinstitutes Großenhain mit Kindergarten und abwechselnd mit BHG-Schule genutzt.
In den Jahren 1963 bis 1983 war das Schloss eine Schule. Bis 1970 wurde bis zur achten Klasse und ab dem Jahr 1971 bis zur 10. Klasse unterrichtet. Zur Schule gehörten die Ortschaften Beiersdorf, Lauterbach, Marschau, Ermendorf, Hohndorf, Steinbach sowie Naunhof und Reinersdorf. Im Jahr 1983 wurde wegen steigenden Schülerzahlen an der Südseite des Schlossparks die Polytechnische Oberschule Karl-Marx errichtet. 1984 stellte man am Eingang der Schule für 13.000 DDR-Mark den Lauterbacher Harlekin auf, eine Plastik aus Rochlitzer Porphyr von Bildhauer Roland Rother. Die Schließung der Schule und die Räumung der letzten Wohnungen im Schloss im Jahr 1992 war der Beginn des Verfalls von Schloss und Park. Mit der Gründung des Fördervereins Schloss und Park Lauterbach e. V. im Jahr 2006 wurde der Verfall aufgehalten. Gemeinsam mit der Gemeinde Ebersbach wird nun schrittweise saniert, restauriert und erneuert.

## Förderverein Schloss und Park Lauterbach e. V.
Am 2. März 2006 wurde der Förderverein Schloss und Park Lauterbach e. V. gegründet. Ziel ist die Förderung der denkmalgerechten Erhaltung und Nutzung des Schlosses Lauterbach sowie die Pflege und Gestaltung des zum Schloss gehörenden Parks. Der Verein fördert nicht nur die Instandsetzung und die Erhaltung von Schloss und Park, sondern nimmt auch Einfluss auf eine entsprechende Nutzung der Schloss- und Parkanlagen. Weiterhin gestaltet er eine breite Öffentlichkeitsarbeit und fertigt eigene Publikationen an. Der Verein führt öffentliche Veranstaltungen durch und bietet kulturelle Höhepunkte im Schloss an. Somit wird auch die Geschichts- und Heimatforschung gefördert und neue Mitglieder, Sympathisanten, Förderer und Sponsoren gewonnen. Der Verein erfüllt seine Aufgaben in enger Zusammenarbeit mit der Gemeinde Ebersbach, der Eigentümerin des Schlosses und der Parkanlage.

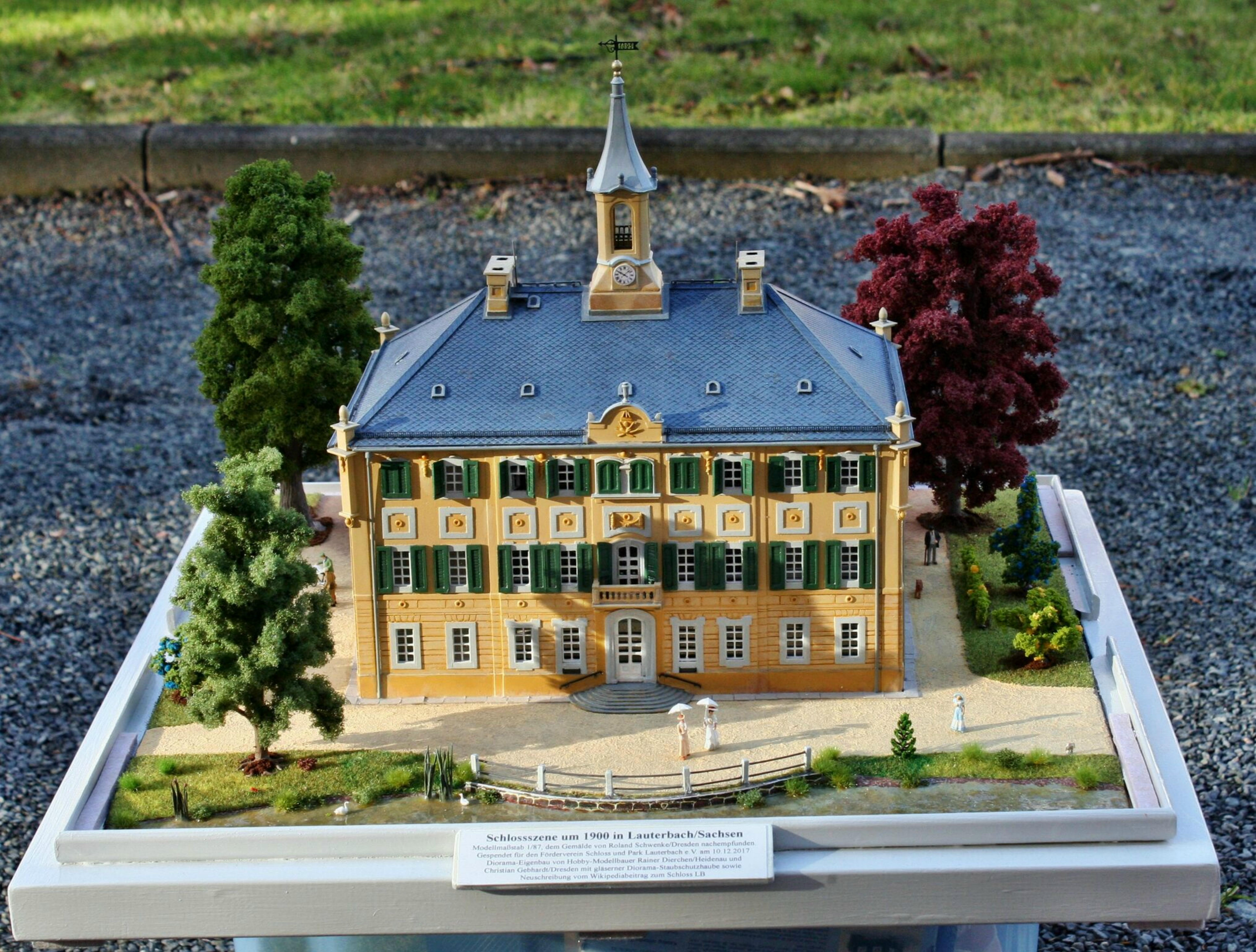
Lauterbach-Schlossmodell

Umgehend erfolgten Sicherungsmaßnahmen am Gebäude. Eine große Entrümplungsaktion in allen Etagen, einschließlich Keller und Dachboden, befreite das Gebäude vom Müll und sonstigen Unrat. Mit einem öffentlichen Konzert am 3. September 2006 im Gartensaal zog neues Leben in das Schloss. Ab 2007 wurde das Dach erneuert, die gartenseitige Freitreppe saniert und neue Sanitäranlagen im Erdgeschoss installiert. Im Jahr 2008 erfolgte die Entschlammung des Schlossteiches sowie Maler- und Stuckarbeiten und der Einbau einer modernen Küche im Erdgeschoss.
Am 21. Juli 2014 erfolgten die aufwendigen Sanierungsarbeiten an der bröckelnden Schlossfassade von Firmen aus der Region. Anfang November 2014 konnten die erforderlichen Fassadenarbeiten abgeschlossen werden. Zwei verschollene Gemälde, Maria Theresia und Kaiser Franz I., und die Porträts ehemaliger Schlossherren wurden von Roland Schwenke nachempfunden und schmücken die Räumlichkeiten. In der Folge wurden nun Turmherren für die Rekonstruktion des Dachreiters gesucht, denn dies war das nächste Ziel des Fördervereins Schloss und Park Lauterbach e. V. Dazu wurde auch der Hobby-Modellbauer Rainer Dierchen aus Heidenau von einem Modellbaufreund aus seinem Erster Plastik Dresdner Modellbauclub (EPMC Dresden) und vom Förderverein angesprochen, ein Modell vom Schloss Lauterbach mit Dachreiter anzufertigen. In unzähligen Stunden erstand das Lauterbacher Schloss um die Zeit von 1900 nach Vorlage eines Gemäldes von Roland Schwenke. Am 10. Dezember 2017 wurde das Modell während der Schlossweihnachten an den Förderverein übergeben. Somit konnten sich die Förderer und Spender die Wirkung des Schlosses mit den neuen Dachreiter konkret vorstellen. Das Modell kann im Schloss besichtigt werden.

## Projekt: Dachreiter
Der im Jahr 1931 aus Sicherheitsgründen abgebaute Dachreiter soll nach altem Vorbild wieder entstehen und das historische Ensemble sein ursprüngliches Aussehen zurück erhalten. Die Planung erfolgt nach originalen Archivplänen und Fotografien, in Abgleich der Bauuntersuchungen und in Abstimmung mit dem Amt für Kultur und Denkmalschutz Dresden. Das Architektenbüro Behzadi und Partner Architekten Leipzig hat diese Aufgabe übernommen. Mit Spenden und beantragten Fördermitteln sollen die finanziellen Aufwendungen gedeckt werden.

## Dachreiter

### Vorbereitung
Die beantragten Fördermittel des vom Dresdner Heidebogen ausgewählten Projektes wurden geprüft und genehmigt. Der Eigenanteil wird ausschließlich vom Förderverein mit Spenden, Zuwendungen und selbst erwirtschafteten Geldern finanziert. Ausdrücklich erklärt der Förderverein, dass die Kommune nicht mit Kosten für dieses einzigartige Vereinsvorhaben belastet wird.
Noch im Jahr 2018 konnten die ausgeschriebenen Bauleistungen ausgeschrieben werden. Und am 31. Januar 2019 sind die Angebote geprüft und an die entsprechenden Handwerksbetriebe wie folgend vergeben worden:
| Nr. | Gewerk                  | Firma                          | Auszuführende Leistung           | Ort        |
| --- | ----------------------- | ------------------------------ | -------------------------------- | ---------- |
| 1   | Planung/ Projekt        | Planungsbüro Behzadi & Partner | Projekt, Bauüberwachung          | Leipzig    |
| 2   | Turmuhr                 | Uhrenbau Zachariä              | Schlossuhr, Schlagglocke         | Großenhain |
| 3   | Schlosserei             | Firma Metallbau Held           | Schlosserarbeiten                | Großenhain |
| 4   | Gerüstbau               | Firma Kraft                    | Gerüstarbeiten                   | Waldheim   |
| 5   | Zimmerei                | Firma Klemm                    | Zimmerarbeiten                   | Lohmen     |
| 6   | Dachdecker, Klempner    | Böhme Systems GmbH             | Dachdecker- und Klempnerarbeiten | Boxdorf    |
| 7   | Verblechung, Ziselieren | Böhme Systems GmbH             | Verblechung, Ziselierarbeiten    | Boxdorf    |

### Ausführung
Mit der Aufgabenverteilung begannen die Firmen entsprechend der Ausschreibungen mit den anfallenden Arbeiten. Im Schloss wurden die alten verschlissenen Hölzer ausgebaut und mit neuen Holz ergänzt. In der Zimmerei in Lohmen entstand der Dachreiter aus Fichtenholz und konnte am 28. Juni 2019 nach Boxdorf transportiert werden. Umgehend begannen die Arbeiten der Verblechung durch das geschulte Fachpersonal der Firma Böhme. Zwischenzeitlich entstand in Leipzig das Turmuhrwerk bei der Firma Zachariä. Im Schloss wurde nun die bestehende historische Unterkonstruktion im Dach vorbereitet. Die Verblechung erforderte ein Höchstmaß an fachlichen speziellen Kenntnissen bei Herstellung und der insgesamt vier profilierten Rundbögen und weiteren Extras, wie die vier krönenden kleinen Kugeln und die Turmabschlusshaube. Die Wetterfahne und die Turmkugel wurden ebenso zeitlich gefertigt, um rechtzeitig für die Vergoldung bereit zu sein. Vor der Vollendung der Verblechung wurden noch die Versorgungsleitungen für Blitzschutz und die Stromversorgung installiert. Der Dachreiter ist circa 13 Meter hoch und hat ein Gewicht von ungefähr 13,5 Tonnen.

### Montage
Nun konnte der Dachreiter am 26. November 2019 von Boxdorf nach Lauterbach zum Schloss transportiert werden. Am nächsten Tag sind die Turmuhr mit Zifferblatt und Läuterwerk eingebaut worden. Die Firma Zachariä übernahm auch die Montage der Schlagglocke.
Am 28. November kam der große Moment der Montage. Gegen 8Uhr wurde der Kran der Firma Maxi-Kraft aufgebaut und die letzten kleinen Restarbeiten erledigt. Um 9:20 schwebte der Dachreiter in die Höhe und wurde auf das von den Zimmerleuten errichtete neue Tragwerk wenig später abgesetzt. Diese Arbeiten wurden vom Beifall und Jubel der zahlreichen Anwesenden begleitet.
Nach dem Einjustieren des Dachreiters und Abhängen der Seile erfolgten die Verankerungsarbeiten mit starken Flachmetallbändern. Später wurden die Montagetraversen im Turm entfernt und zur Freude aller ein Adventsstern installiert. Der Bürgermeister der Gemeinde Ebersbach, Herr Falk Hentschel, bedankte sich bei den ausführenden Handwerkern, den Sponsoren und dem Förderverein von Park und Schloss Lauterbach.

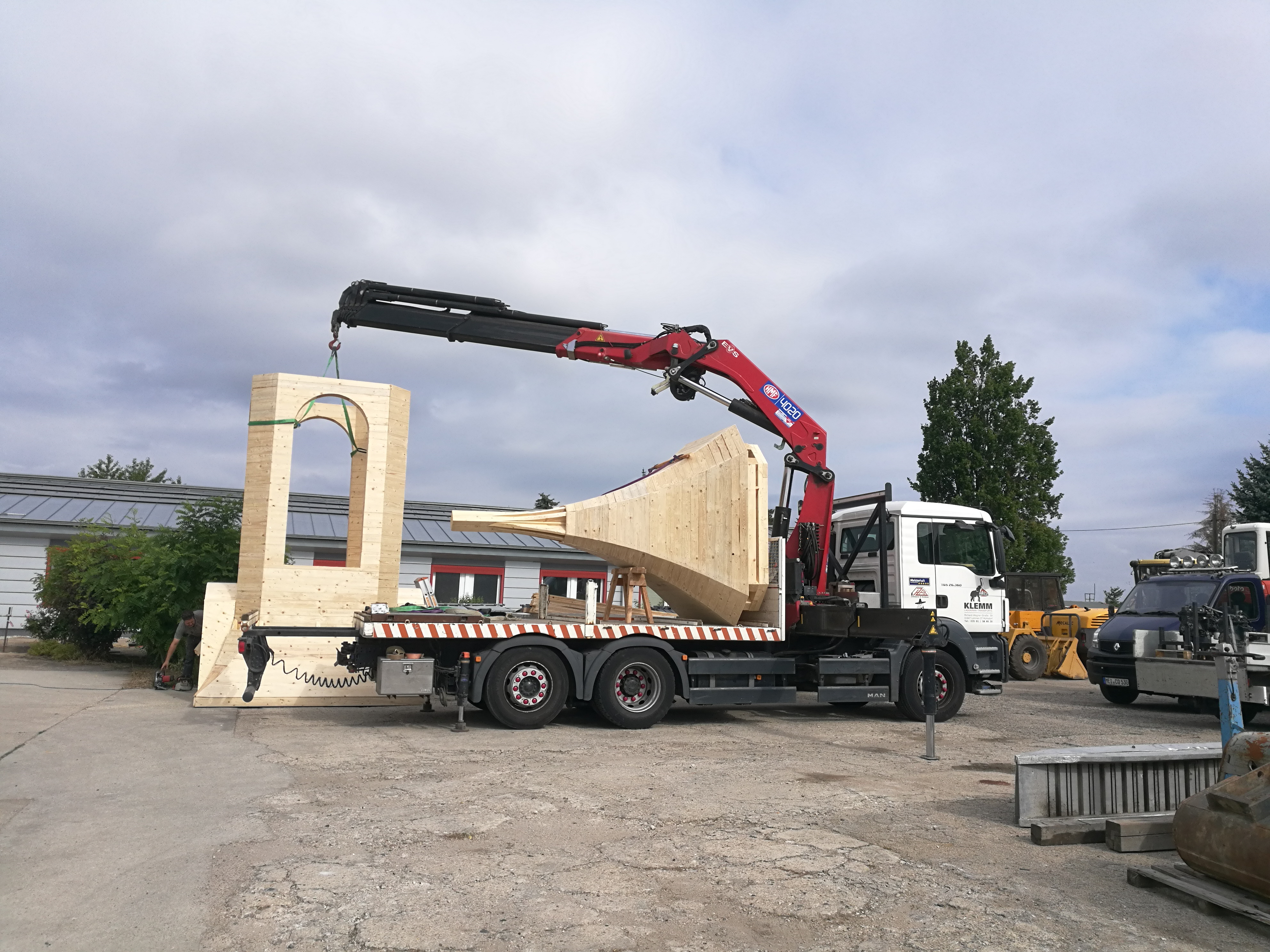
Dachreiter, Anlieferung
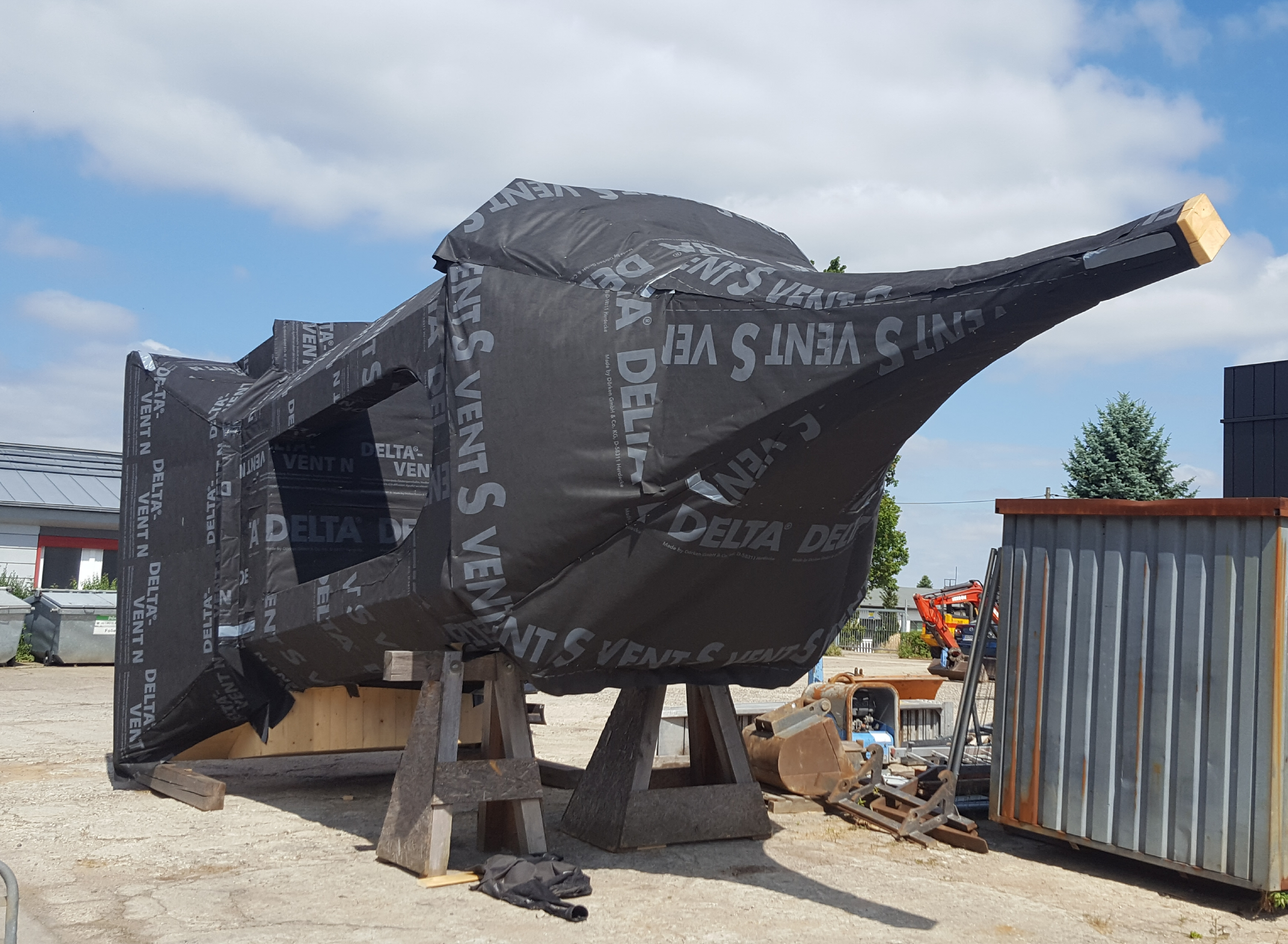
Dachreiter, Unterspannbahn
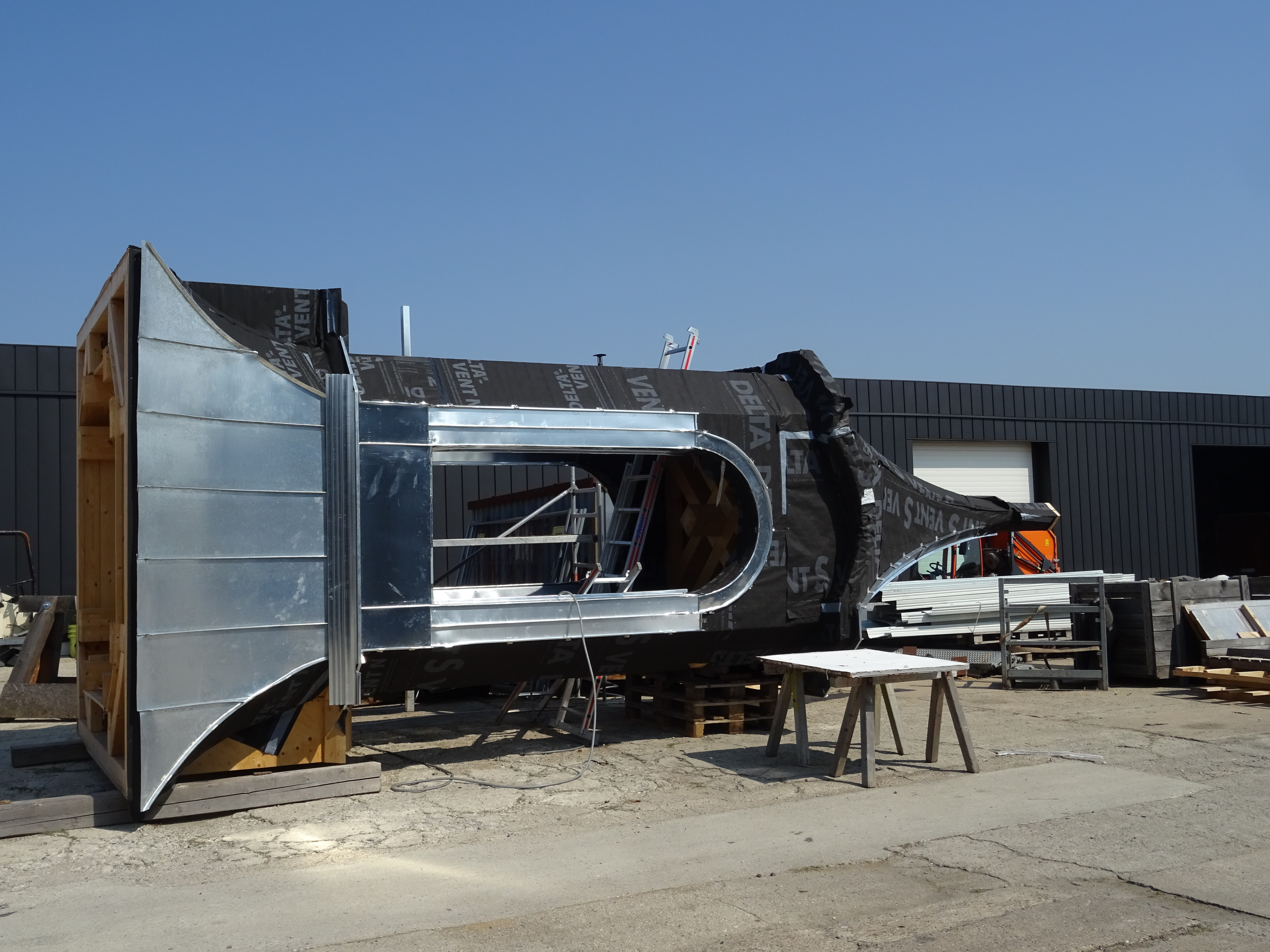
Dachreiter, Verblechung
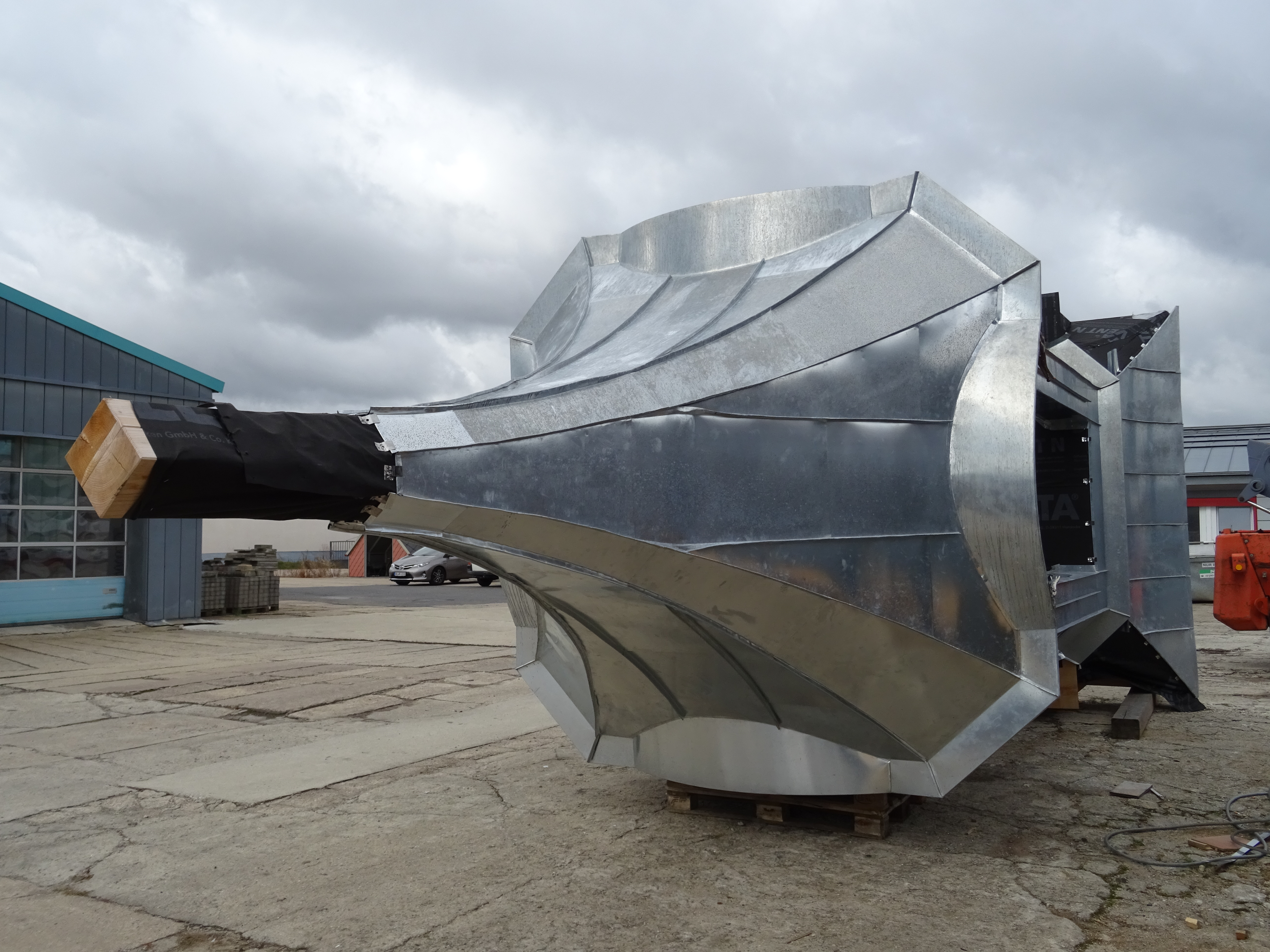
Dachreiter, 3 Seiten bereits fertig
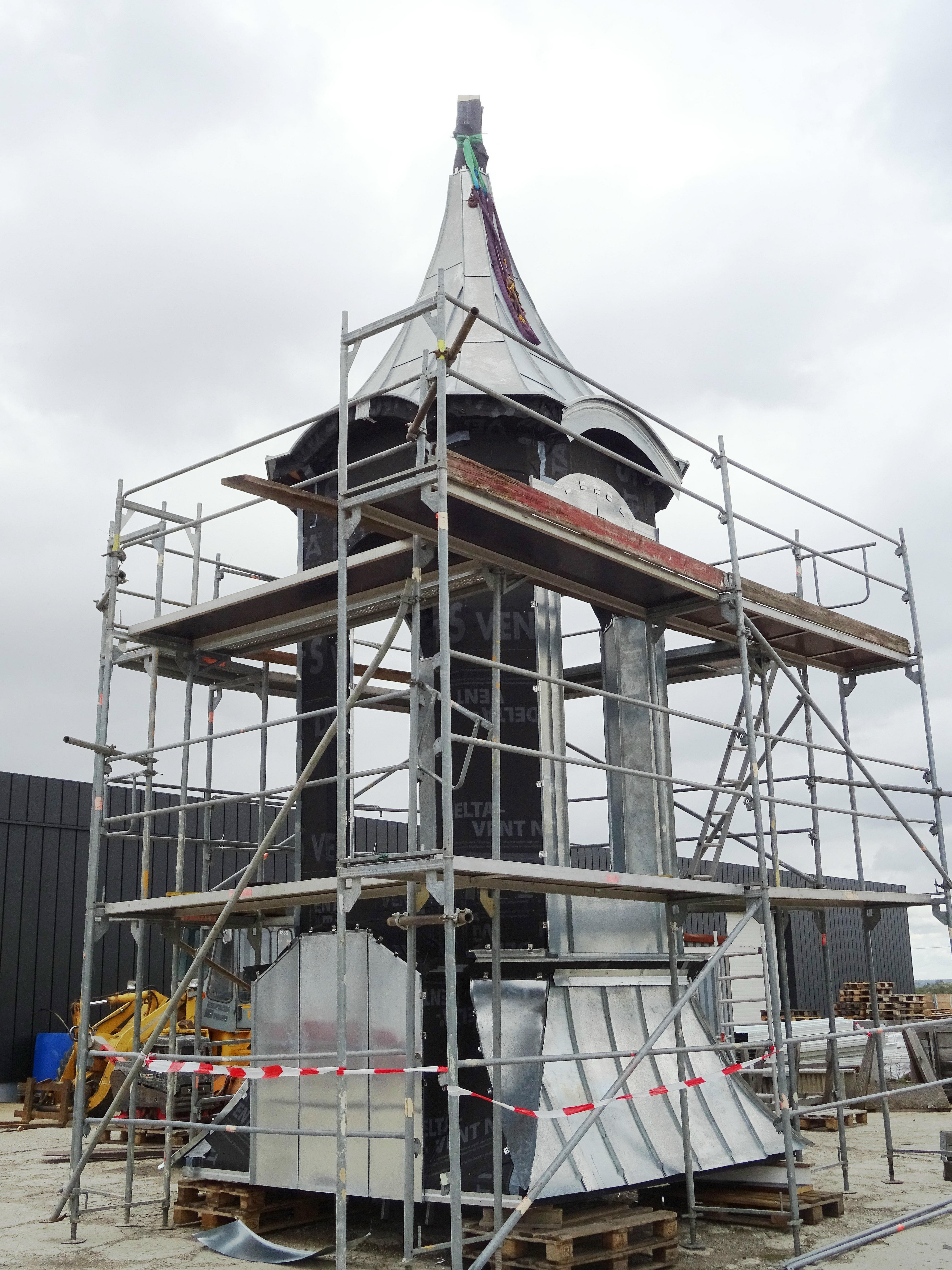
Aufrechtstehender Dachreiter
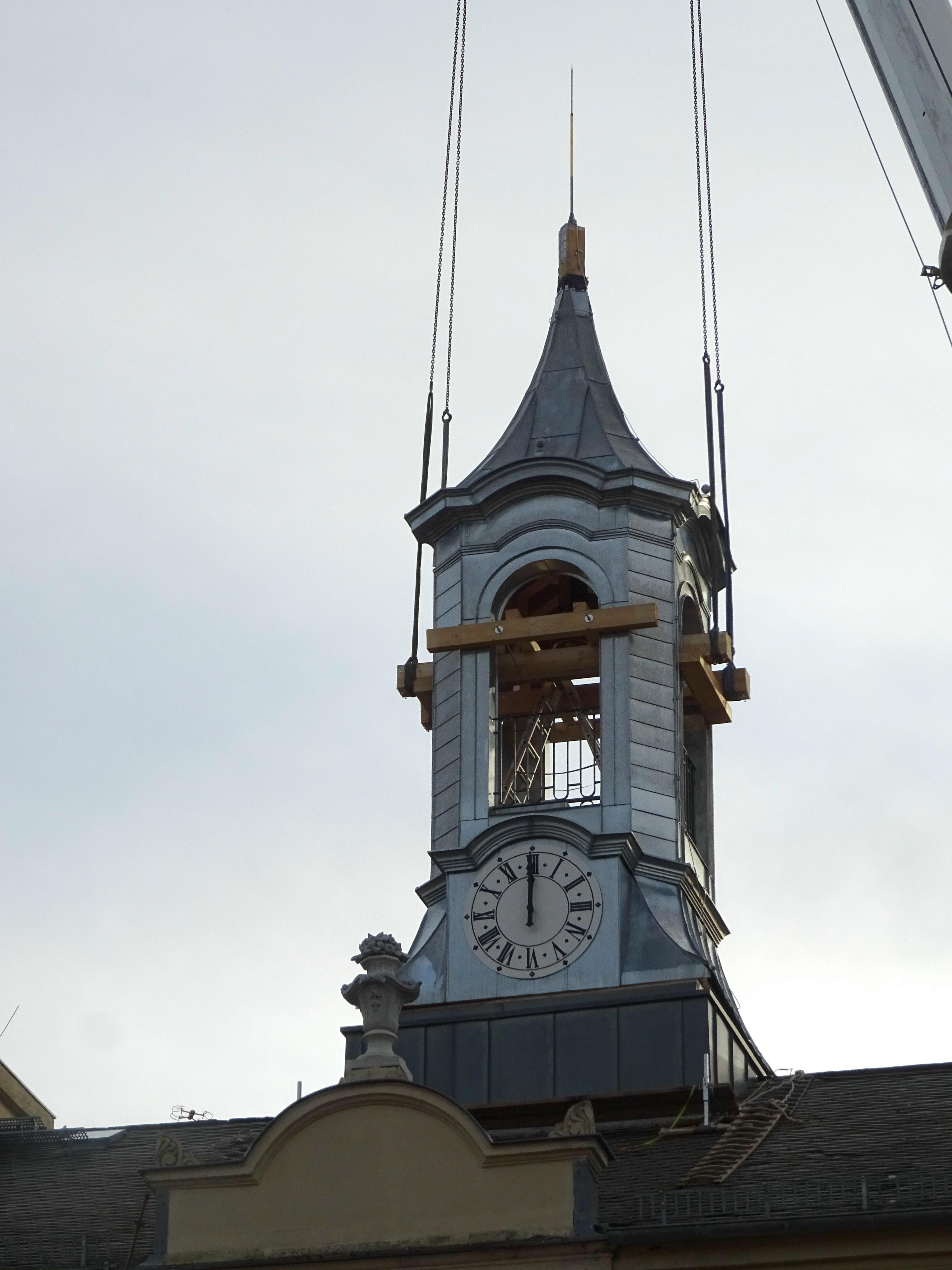
Montage des Dachreiters
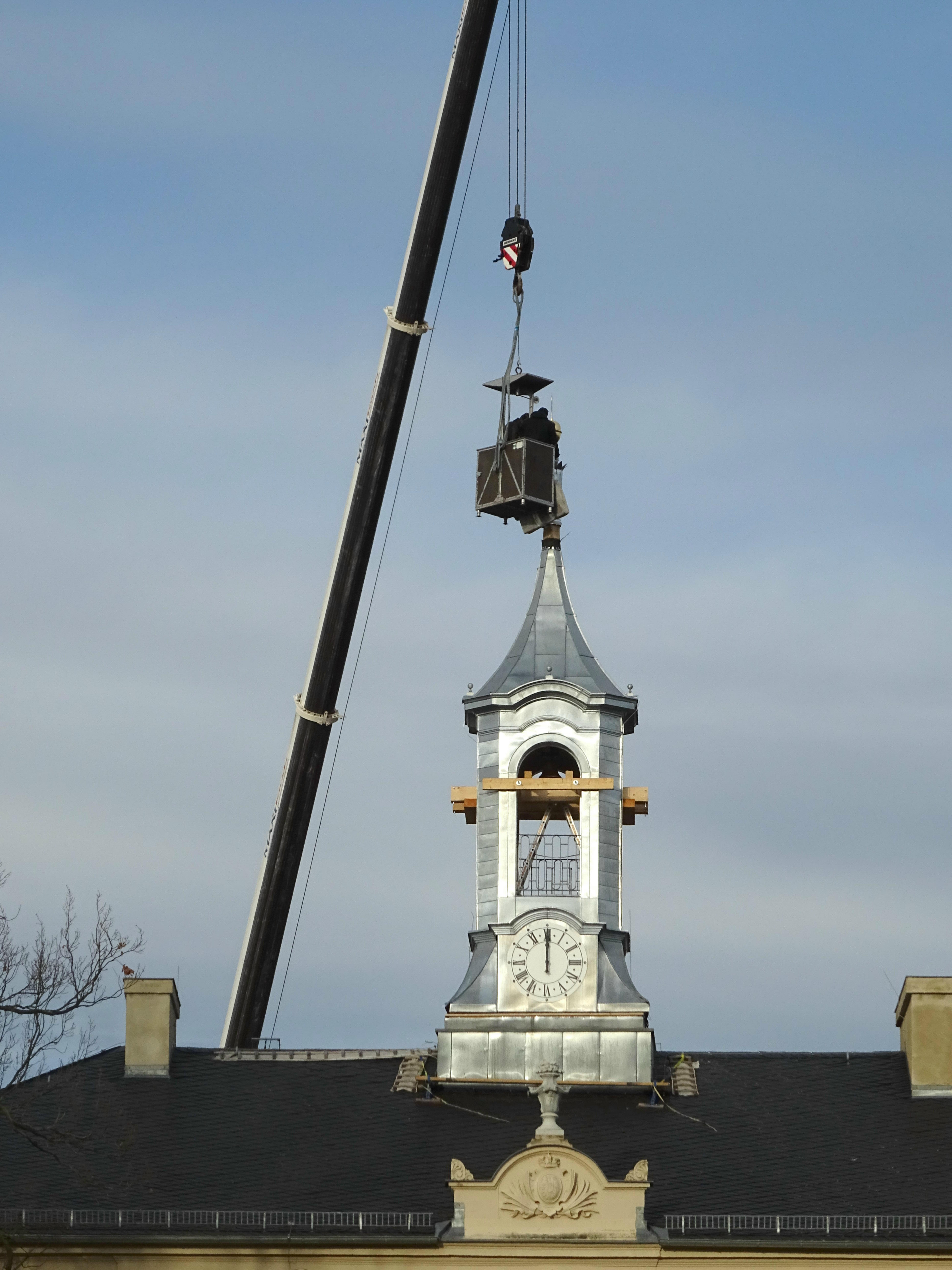
Montage der Turmabschlusshaube, Turmkugel und Wetterfahne
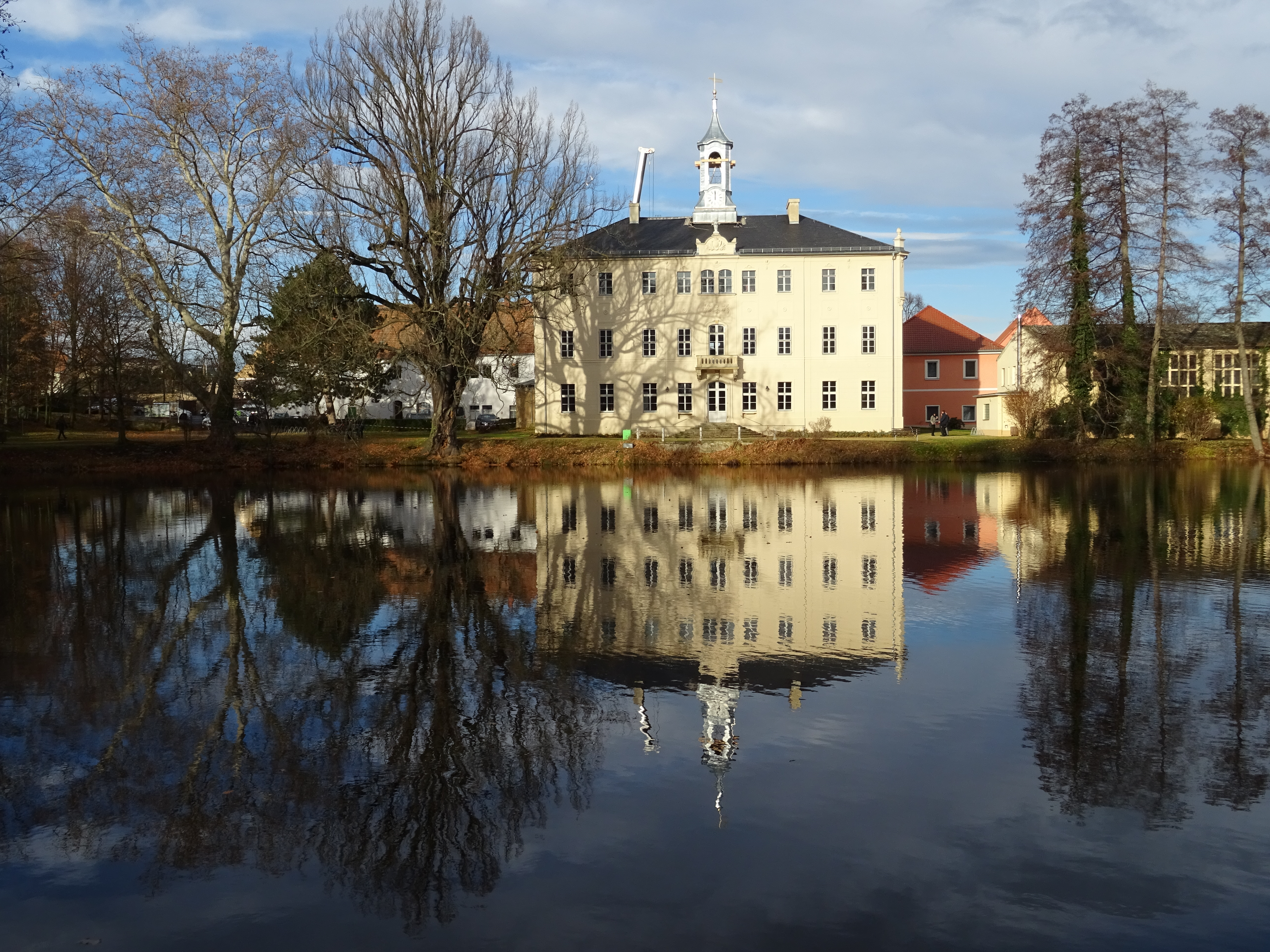
Fast fertig....

## Nutzung und Ausstellung
Neben der Vermietung in der unteren Etage für private Feierlichkeiten werden verschiedene Kulturangebote präsentiert, wie den
- Lauterbacher Schlossfrühling, jährlich im Mai am Tag der Parks und Gärten
- Konzerte am Ostersonntag
- Musik an den Höfen des Meißnischen Landadels
- Tag des offenen Denkmals im September
- Lauterbacher Literaturtag
- Lauterbacher Schlossweihnacht jährlich am 2. Advent
- Lauterbacher Kamingespräche
- Konzerte und weitere künstlerische Veranstaltungen
- Im Gartensaal und den Musiksalon finden im Wahlstandesamt der Gemeinde Ebersbach Trauungszeremonien und Hochzeiten statt.

Es gibt auch eine Bücherstube für Bücher und Schallplatten von gestern und heute zum Mitnehmen.
Seit 2012 befindet sich im ersten Obergeschoss auf einer Fläche von ca. 55 Quadratmeter eine Dauerausstellung mit dem Titel Der Blaulichtsalon. Zu sehen sind über 3500 Abzeichen, mehr als 300 Kopfbedeckungen, zahlreiche Uniformen und Ausrüstungsgegenstände, Bildmaterial und vieles mehr zum Thema Zoll, Polizei und Strafvollzug.